# Чорна металургія Люксембургу
Чорна металургія Люксембургу (люксемб. Siderurgie zu Lëtzebuerg) — галузь обробної промисловості Люксембургу, якою в наш час (2020) створюється лише приблизно 2 % суми доданої вартості. Однак в минулому, — з кінця 19 століття (приблизно з 1891 року) і більшу частину 20 століття, — металургійна промисловість експортного напряму мала напрочуд велике значення в економиці Люксембургу, однієї з найменших країн світу, вона була основою економіки країни і мала провідне значення у промисловості поряд з видобуванням залізної руди. Розвиток чорної металургії в Люксембурзі досяг високого рівня. За виробництвом чавуну і сталі на душу населення Люксембург посідав 1-е місце у світі (12 — 15 тис. т, що в десятки разів було більше ніж в інших країнах з розвинутою чорною металургією). У перші 2 десятиліття 20 століття за обсягами виробництва чавуну і сталі Люксембург посідав 6 місце серед країн світу. Люксембурзька металургійна компанія «Арбед» у 20 столітті входила в десятку найбільших металургійних компаній капіталістичного світу. В наш час (2021) у Люксембурзі, у місті Люксембург, розташована штаб-квартира найбільшої в світі металургійної компанії «ArcelorMittal».
Розвиток чорної металургії в Люксембурзі став можливим завдяки значним запасам залізної руди на півдні країни, що є продовженням Лотаринзького залізорудного басейну в межах країни. До Першої світової війни чорна металургія Люксембургу значною мірою залежала від німецького капіталу, після неї контролювалася бельгійсько-французьким капіталом.
Роль чорної металургії в економиці країни почала знижуватись з 1960-х років. У період з 1974 року, від початку кризи у чорній металургії країн Західної Європи, по 1992 рік виробництво сталі в країні впало більш ніж на 50 %, а кількість робочих місць у металургійній промисловості скоротилася на дві третини.
У період роботи заводів повного циклу (до 1997 року) в металургійному виробництві використовували імпортні вугілля та кокс (з Бельгії і ФРН), а також місцеву і імпортну залізну руду (головним чином з Франції). Головні металургійні комбінати повного циклу були розміщені біля рудників, на півдні країни — у містах Дифферданж, Еш, Дюделанж, Роданж, а також у передмісті міста Люксембург.
В наш час (2019) сталь в країні виплавляється лише з металобрухту у електродугових печах. Металургійні заводи країни випускають переважно сортовий прокат і балки, у значно меншій кількості — листовий прокат. У 2019 році в Люксембурзі працювало 5 металургійних заводів, на яких було виплавлено 2,119 млн. т сталі:1 і вироблено 2,021 млн. т гарячекатаного прокату,:7 при цьому експорт сталевих полуфабрикатів і готового металопрокату становив 2,875 млн т.:9 імпорт — 1,076 млн т.:12

## Історія
Є свідоцтва, згідно з якими виробництво заліза на території Люксембургу мало місце за Галло-Римських часів. Однак, відносно звичним явищем воно стало тут за Середньовіччя, коли залізо, як і у Франції та в інших місцях, виробляли за допомоги каталонського горна. Однак, виробництво заліза досягло більш помітного розвитку у 16 столітті. Металургія заліза в тій чи іншій формі посідала помітне, але не домінуюче, місце у Люксембурзі з 17 століття.:1
Окремі дослідники виділяють в історії металургії заліза в Люксембурзі кілько чітко виражених етапів, кожний з яких окрім іншого мав ще й характерну для нього географію розміщення підприємств.:1
З найдавніших часів до 19 століття для виплавки заліза у Люксембурзі використовувалися алювіальні залізні руди, поклади яких траплялися у гравію і суглінку окремими ділянками на поверхні мезозойських гірських порід на південь від Арден і Айфелю. Алювіальні поклади руд являли собою гідроксиди заліза — лімоніти. Такі поклади мали місце на території сучасного Люксембургу й на захід від нього — на території теперішньої бельгійської провінції Люксембург та на схід від нього — колишньому прусському Люксембурзі.:2, 3
На півдні Люксембургу руда була багатшою за руду, що траплялася далі на північ. Метал, виготовлений з підвенної руди виходив міцнішим за метал, виготовлений з північної руди. Руда залягала біля поверхні, тому була легкодоступною і крім того мала інший плюс для металургів — містила мало фосфору і сірки.:2, 3 З 1840-х років розпочалося використання руд Лотаринзького залізорудного басейну.

### 16 століття
У 1506 році невеличкі групи ливарників і вуглярів були запрошені до Люксембургу з Дінана, розташованого в долині Маасу (тепер в межах Бельгії). У 1564 році Вільгельм I Оранський побудував ливарний завод біля замку Віанден. За однією з версій саме тут було побудовано першу в Люксембурзі доменну піч. Підприємство працювало під управлінням кількох досвідчених робітників з Вестфалії, і хоча завод працював не довго, Вільям часто називається першим люксембурзьким заводчиком.

### 17 століття

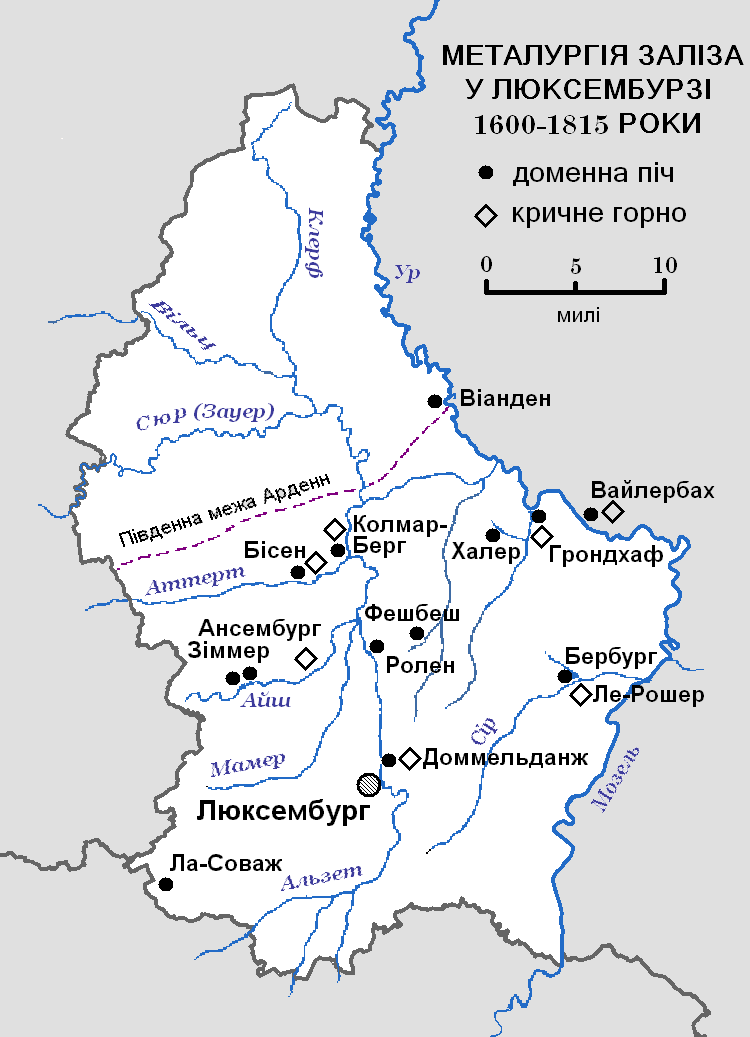
Підприємства з виплавки чавуну й виробництва заліза у Люксембурзі у 1600—1815 роках.

У 17 столітті кілька підприємств на базі експлуатації аллювіальних руд. Одне з них у Доммельданжі у 1609 році, яке стало важливим центром металургії і до 20 століття. Заводи виникали в місцях, де річки могли дати достатню кількість води для роботи міхів печей і водяних молотів, але не завжди місце було підходящим для обох цілей і тому інколи доменні печі і горна з молотами ставили в різних місцях. Розташування підприємств залежало також від прилеглих дубових і букових лісів. Чавун перероблявся на ковке залізо рафінуванням у низьких горнах.:3
З часом в результаті шлюбів між дітьми заводчиків металургія заліза отримала розвиток під впливом кількох родин. Розвиток підприємств був перерваний Тридцятирічною війною і кампаніями Людовика XIV проти Іспанських Нідерландів, частиною яких був Люксембург. Війни призвели до занепаду металургійних підприємств і скорочення кількості населення.:4

### 18 століття
Відродження металургії відбулося у 18 столітті. Люксембург потрапив під австрійське управління. Відродження торкнулося не стільки технологічного вдосконалення, скільки зростання нових місць. Один з таких заводів, у Грундхоф, що виник 1768 року, займався виробництвом гармат, які в великій кількості експортувалися у Англію, коли потреби на місці не були високими. Декотрі заводи не мали поблизу покладів залізної руди, їхнє розташування було приурочено перш за все придатними водними потоками і доступом до деревного вугілля. Наприклад, Бербург одержував руду по Мозелю з району Рейнських Сланцевих гір.

### 19 століття
Протягом 1795—1815 років, коли Люксембург перебував під владою наполеонівської Франції нові заводи не будувалися, але виробництво збільшилося. Приблизно з цього часу починається постачання деревного вугілля з Арден, з півночі країни. Можна було спостерігати підводи, завантажені ще гарячим деревним вугіллям і відрами з водою на випадок загоряння вугілля.
За звітом 1811 року на території Люксембургу (у ширших ніж зараз кордонах) видобуто 28000 т залізної руди і 11000 т руди було завезено з Лотарингії і долини Мааса. Було вироблено 14000 т заліза, з якого 11000 т оброблено на місці, 2000 т вивезено переважно до центрів обробки в долинах річок Самбр і Маас. Залізо вивозилося також до Льєжу. Ті, хто виробляв якісніше залізо, використовуючи якіснішу руду, виробляли брускові заготовки заліза для вивозу у Льєж для виробництва зброї і у Шарлевілль, Леон і, навіть, до Парижу. Біля 1000 людей на території Люксембургу і прилеглих територіях було зайнято у видобутку руди, виплавці чавуну і виробці заліза, але деякий час вони крім того були повністтю або частково зайняті на транспорті.
На початку 19 століття поки у оточуючих країнах впроваджувалися нові технології — використання кокс, парових машин, нагрітого дуття і пудлінгування, як у Бельгії, Франції, Силезії, в Люксембурзі початку 19 століття виробництво заліза продовжувалося старим способом, що робило залізо значно дорожчим. Причини — відсутність відчутних капіталів, відсутність залізниць, супротив виробників деревного вугілля імпорту вугілля і коксу. Випал деревного вугілля був найприбутковішим ремеством в країні, власники лісів одержували прибутків більше, ніж виробники чавуну. Мито було піднято оточуючими країнами і до 1839 року, коли Люксембург став незалежною країною, малий внутрішній ринок був майже єдиним місцем для люксембурзького заліза.

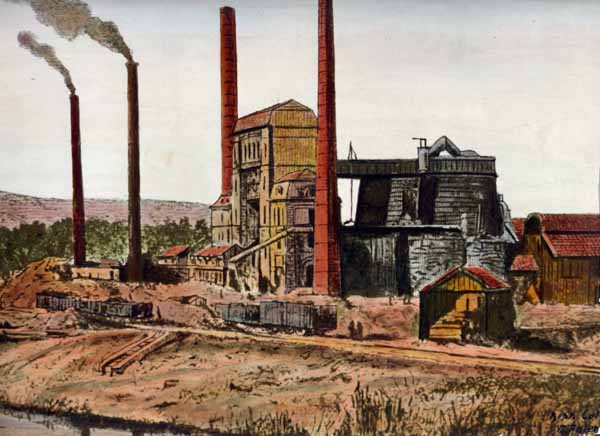
Доменний завод Метц (пізніше — завод Шиффланж) у 1870-х роках. До 1886 року металургійні заводи Люксембургу являли собою доменні заводи, що випускали лише чавун і вироби з чавуну.

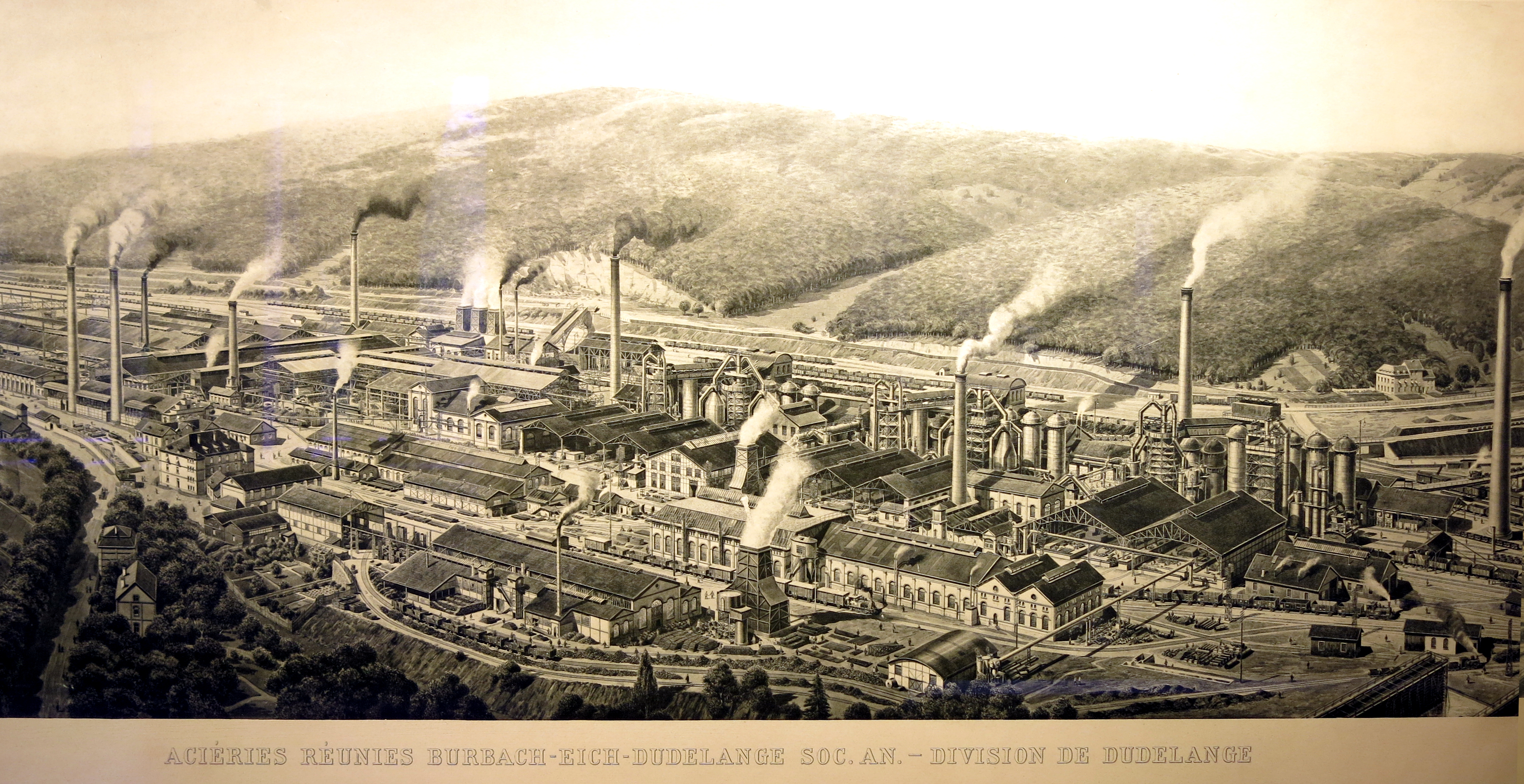
Металургійний комбінат Дюделанж у 1912 році — перший комбінат повного металургійного циклу у Люксембурзі і найбільший комбінат Люксембургу на початку 20 століття. Став до ладу 1886 року.

У 1839 році ледь 600 т заліза було вироблено у Люксембурзі. На цей час починали виснажуватись алювіальні руди. Зріс інтерес до руд Лотаринзького родовища на півдні країни. 1842 року Люксембург ввійшов до Німецького митного союзу, в межах якого було знижено ціну на імпортний чавун. Це відразу сприяло початку експлуатації покладів Лотаринзького родовища залізних руд на півдні країни.
Нову можливість використали кілька заводчиків. У 1858 році її почали використовувати на металургійному заводі у Иш і Доммельданж компанії «Метц» Августа Метца, розташовані на північ від Люксембургу. Старі центри виробництва заліза занепали.:8
У 1858 році компанія «Метц» вперше почала використовувати кокс і нагріте дуття на заводі у Домельданж привела до ладу першу в Люксембурзі коксову доменну піч. При цьому старі доменні печі у Кольмар-Берзі були переведені на роботу на коксі і працювали ще до 1877 року. Окрім заводів Кольмар-Берг і Шайнфорт, що став до ладу у 1848 році, вся металургія країни певний час була в руках компанії Метца з її заводами у Иш і Доммельданж.:10
У 1859—1861 роках була побудована мережа залізниці, що об'єднала південь країни зі столицею, Францією і Німеччиною, до середини 1860-х років з Льєжем. Це дозволило завозити кокс з Німеччини й Бельгії і вивозити надлишок руди і чавун за кордон.
За 1862—1870 роках використання лотаринзьких руд — мінети — у Люксембурзі зросло з 20000 т до 300000 т. Видобуток досяг майже 1 млн т, більша частина відправлялася до Німеччини.
1870 компанія Метца побудувала першу сучасну для свого часу доменну піч у Еш-сюр-Альзетт у районі покладів мінети. Пізніше на базі цих руд виникли ще 2 заводи — у 1871 у Роданж, у 1874 у Рюмеланж. Нові заводи за продуктивністтю значно перевисіли заводи у Еш і Доммельданж, хоча і ці заводи залишалися важливими виробниками.

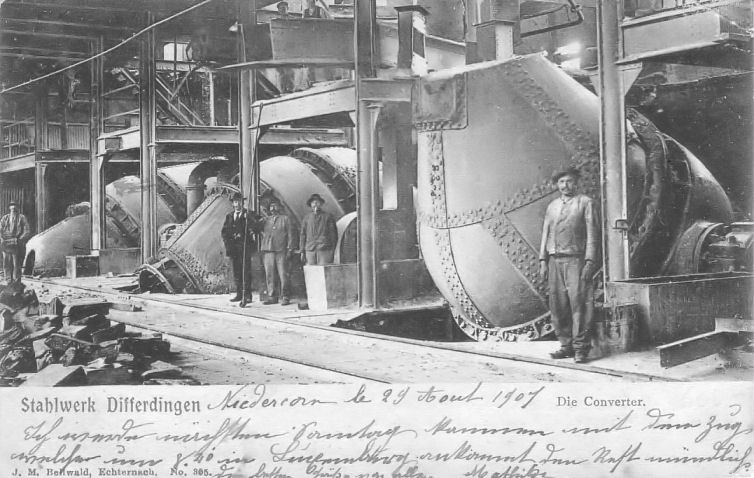
Конвертери у томасівському цеху на металургійному заводі у Дифферданж на початку 20 століття. Томасівський процес у Люксембурзі протягом багатьох десятиліть 20 століття був основним способом одержання сталі з чавуну.

Після 1855 року багато країн почало виплавляти ливарну сталь за технологію Бессемера — бессемерівським способом. Люксембург, що використовував руду з великим вмістом фосфору, не міг використовувати цей спосіб. Врятувало винайдення томасівського процесу у 1879 році. 4 квітня 1879 року Томас в Естоні демонстрував свій спосіб. Вже 21 квітня 1879 року Люксембург одержав ліцензію, випередивши Францію і Німеччину. 1882 року у Дюделанж компанія «Метц» почала будувати перший в Люксембурзі металургійний завод повного циклу. 1886 року, коли завод розпочав працювати, тут була виплавлена перша люксембурзька сталь. Пізніше з 1900 року сталь почали виплавляти у Дифферданж і з 1908 року — у Роданж.
Метц у 1911 році заснував компанію Арбед — Об'єднання металургійних заводів Бурбаха, Ейха і Дюделанжа, який став головним гравцем люксембургської металургійної промисловості. Вона побудувала заводи у Еш і Бельваль. На заводі Дифферданж вперше в світі було розпочато виробництво балок Грея — високих широкополичних балок
До середини 19 століття Люксембург був аграрною країною з деякими невеличкими промисловими виробництвами — чимбарні, текстильні, гончарні, паперові фабрики, пивоварні і традиційні кузні. Всі вони були розрізнені і невеличкі. Відкриття покладів залізної руди на півдні країни на початку 1840-х років дало можливість Люксембургу почати промисловий переворот. Навколо міста Люксембург і особливо на півдні країни були побудовані великі промислові комплекси, залишками деяких з яких і сьогодні можна милуватися. Еш-сюр-Альзетт, Шиффланж, Дюделанж та інші села доіндустріальної епохи спостерігали справжній бум населення.
Індустріалізація змінює демографічні та соціальні структури країни. Фермери Еслінга, північної частини країни, покидали свої землі, щоб працювати на шахтах і заводах. Проте місцевої робочої сили було недостатньо. З 1890 року еміграція практично припинилася, і Люксембург став країною імміграції. Існує кілька хвиль імміграції: спочатку німці, потім італійці, а нещодавно, починаючи з 1960-х, португальці. У 1910 році іммігранти вже становили 15,3 % від усього населення.

### Напередодні Першої світової війни

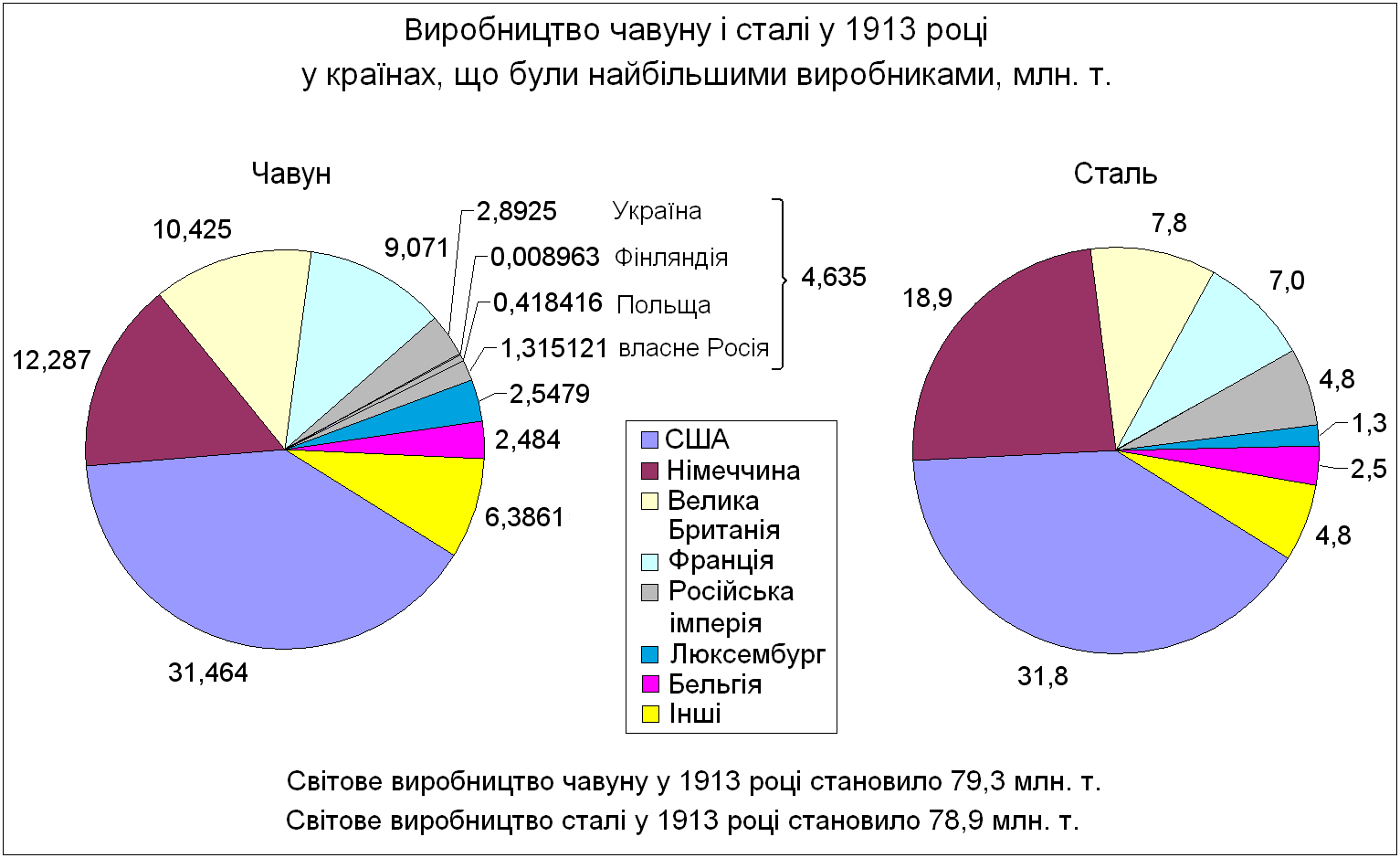
Частка Люксембургу у світовому виробництві чавуну і сталі у 1913 році.

Напередодні Першої світової війни маленький Люксембург входив до числа шести найбільших світових виробників чавуну і сталі, після США, Великої Британії, Німеччини, Франції і Російської імперії. При цьому варто відзначити, що Люксембург виробляв більше металу ніж всі заводи власне Росії, тобто заводи Росії без України, Польщі і Фінляндії.
Чорна металургія і пов'язані з нею видобувна і важка промисловості були найважливішою і об'ємною частиною промисловості Люксембургу. У 1913 році загальна вартість залізорудних копалень і металургійних заводів становила 414 млн франків, з яких 265 млн франків, або 64 %, належали або були під контролем Німеччини. У 1913 році у Люксембурзі було видобуто 7333372 т залізної руди на суму 35 млн франків. З цієї кількості руди 60 %, або 2547900 т було переплавлено у Люксембурзі і виплавлено 2547900 т чавуну на суму 190 млн франків. Приблизно 50 % виплавленого чавуну було використано для переплавки на 1182226 т сталі на суму 112 млн франків. Інший чвун було експортовано до Німеччини та інших країн. Загальна вартість вироблених у 1913 році залізної руди, чавуну і сталі становила приблизно 220,8 млн франків. Загальний прибуток одержаний від цих продуктів оцінювався у 35 млн франків. Металургійні підприємства були під керівництвом німецького сіндікату «Stahlwerk Verband» і люксембурзька металургія асоціювалася з долиною Рейну.
За період від кінця 1908 року і до початку Першої світової війни продуктивність чорної металургії Люксембургу зросла майже вдвічі.

### Міжвоєнний період
Люксембурзька чорна металургія майже повністю працювала у 1930-х роках на експорт. У 1935 році через звуження зовнишних ринків і повсюдними обмеженнями ввезення продукція Люксембургу у 1935 році після невеличкого підйому у 1934 році знову знизилася і впала до найнижчого рівня за 10 попередніх років. У 1935 році у Люксембурзі нараховувалося 38 доменних печей, з яких у роботі було за рік у середньому 21 доменна піч. У доменному виробництві було зайнято 2729 робітників. Вживання сирих матеріалів на 1 т виплавленого чавуну становила — залізної руди 3,46 т (з яких місцевої 1,48 т і довізної 1,98 т), коксу 1,09 т. Виплавлення сталі у 1935 році становило 1837 тис. т, з яких томасівської сталі 1822 тис. т, мартенівської — 7 тис. т, електросталі — 8 тис. т. Крім того, сталеплавильні заводи випустили 396 тис. т томасшлаку і 51 тис. т інших шлаків. Споживання сировини на 1 т сталі складало — чавуну 1,01 т, брухту 0,09 т, флюсів 0,13 т. В країні було 7 сталеливарних заводів, на яких працювало 1936 осіб, і 6 прокатних заводів, на яких працювало 6353 робітники. Крім того, в країні було 13 ливарень, продуктивність яких при 563 робітниках становила 23 тис. т литва.

### Післявоєнний період
Люксембург виплавляв близько 3,8 млн т сталі, з яких близько 90 % йшло на експорт. Чорна металургія була основою економіки Великого герцогства Люксембург і становила близько 80 % за вартістю всіх форм виробництва.
У 1960-х роках частину видобуваної залізної руди вивозили до Бельгії. Чорна металургія Люксембургу працювала в основному на власній руді і кам'яному вугіллі, що надходило з Бельгії.
Однак поширеність металургійної промисловості була небезпечною для такої маленької країни, як Люксембург. У 1970 р. Цей сектор представляв 27,9 % від суми доданої вартості в Люксембурзі. Іншими словами, понад чверть багатства Люксембургу було отримано від цієї металургійної фабрики.
З кінця 1950-х років Люксембург докладав значних зусиль для диверсифікації економіки. Завдяки місіям просування за кордон, до Люксембургу були залучені інші галузі, такі як Goodyear або DuPont de Nemours. Водночас третинний сектор набув значного значення. У той час як сума доданої вартості у третинному секторі становила 38 % у 1958 р., Вона зросла до 77 % у 1995 р. Сьогодні 88 % багатства Люксембургу припадає на сферу послуг, включаючи майже третину у фінансові послуги.
Але ніхто не міг підготувати країну до подій, що розгорнулися в період з 1975 по 1985 рр. Повну силу світової економічної кризи відчула економіка Люксембургу. У той же час металургійна промисловість стикалася з перевиробництвом у всьому світі. Враховуючи обвал попиту та падіння цін, зменшення виробництва, здавалося, було єдиним рішенням. У 1985 році в металургійній промисловості працювало лише 13 400 людей — вдвічі менше, ніж у 1974 році.
В умовах тисяч звільнень та з метою уникнення соціальних конфліктів уряд Люксембургу створив Тристоронній координаційний комітет. Комітет змусив роботодавців, службовців та органи державної влади збиратися за одним столом. У 1979 р. Було досягнуто домовленості, завдяки якій сталеливарна промисловість була реструктуризована та модернізована.
Тристоронній — як ця модель консультацій відома в Люксембурзі — був продовжений і в даний час лежить в основі «соціальної моделі Люксембургу». За допомогою цієї моделі партнери зобов'язуються реагувати на соціальні та економічні проблеми шляхом спільного пошуку консенсусних рішень.

## Роль в економиці країни
Металургія, що протягом десятиліть була найважливішою галуззю промисловості і економіки Люксембургу, зазнала зменшення свого вкладу у ВВП з 27,7 % у 1970 році і 21 % у 1974 році до 1,8 % у 1996 році. Натомість сфера послуг у 2000 році давала 69 % ВВП. Передбачивши цю небезпеку, влада з кінця 1950-х років проводила політику диверсифікації промисловості. Але врешті-решт, саме третинний сектор перейшов від сталеливарної промисловості, щоб стати рушійною силою економіки Люксембургу.
У 2002 році сталева продукція посідала друге місце серед експортних товарів.

## Статистичні дані
| Рік                                                                                            | Рік                       | 1913 | 1914 | 1915 | 1916 | 1917 | 1918  | 1934    | 1935  | 1972 | 1972 | 1976 | 1979 | 1981  |  |
| ---------------------------------------------------------------------------------------------- | ------------------------- | ---- | ---- | ---- | ---- | ---- | ----- | ------- | ----- | ---- | ---- | ---- | ---- | ----- |  |
| Видобування залізної руди                                                                      | Видобування залізної руди | 7,3  | 5    | 6,1  | 6,8  | 4,3  | 3,1   |         |       | 5    | 3,7  | 2,08 | 0,6  | 0,429 |  |
| Чавун                                                                                          | Чавун                     | 2,5  | 1,8  | 1,6  | 2    | 1,5  | 1,3   | 2,0     | 1,872 | 4,8  |      |      | 3,8  |       |  |
| Сталь                                                                                          | Сталь                     | 1,3  | 1,1  | 1    | 1,3  | 1,1  | 0,9   | 1,932   | 1,837 | 5,4  |      |      | 5    |       |  |
| Прокат                                                                                         |                           |      |      |      |      |      |       |         |       |      |      |      |      |       |  |
| сортовий                                                                                       |                           |      |      |      |      |      |       | 0,655   |       |      |      |      |      |       |  |
| балки                                                                                          |                           |      |      |      |      |      |       | 0,327   |       |      |      |      |      |       |  |
| листопрокат                                                                                    |                           |      |      |      |      |      |       | 0,097   |       |      |      |      |      |       |  |
| дріт                                                                                           |                           |      |      |      |      |      |       | 0,093   |       |      |      |      |      |       |  |
| рейки                                                                                          |                           |      |      |      |      |      |       | 0,081 1 |       |      |      |      |      |       |  |
| штаби                                                                                          |                           |      |      |      |      |      |       | 0,071   |       |      |      |      |      |       |  |
| Всього                                                                                         |                           |      |      |      |      |      | 1,359 | 1,324   |       |      |      |      |      |       |  |
| Примітки. 1. Разом з іншими матерілами верхньої будови залізничної колії. н. д. — немає даних. |                           |      |      |      |      |      |       |         |       |      |      |      |      |       |  |

## Сировинна база

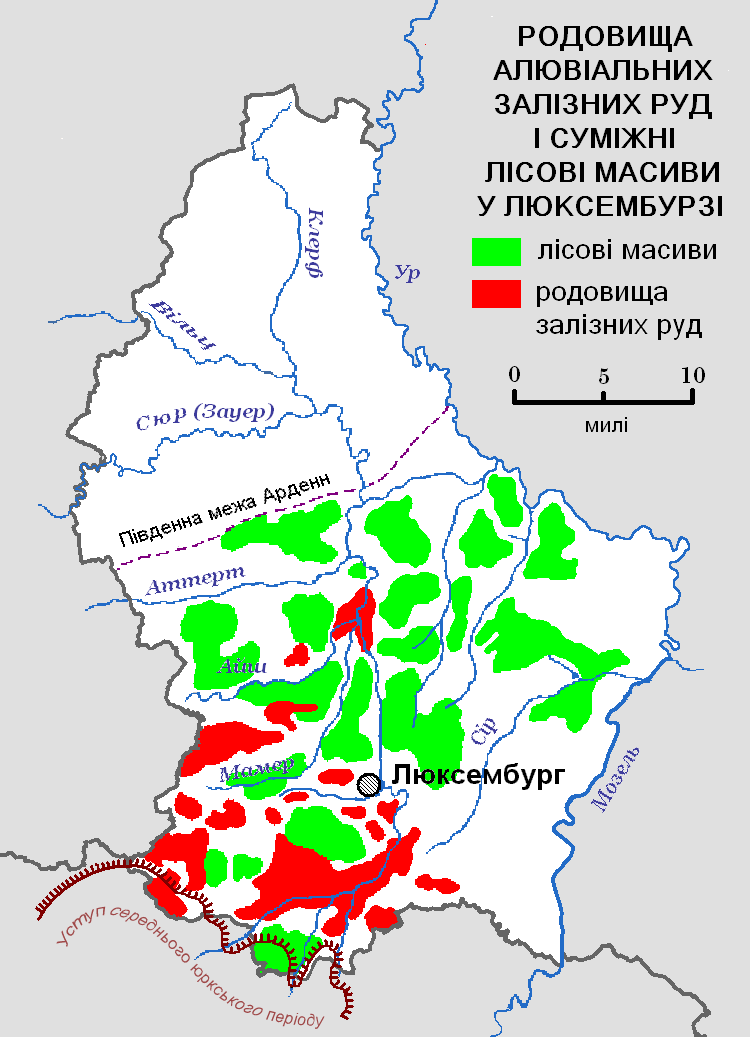
Поклади алювіальних залізних руд у Люксембурзі, що розроблялися з найдавніших часів приблизно до середини 19 століття.

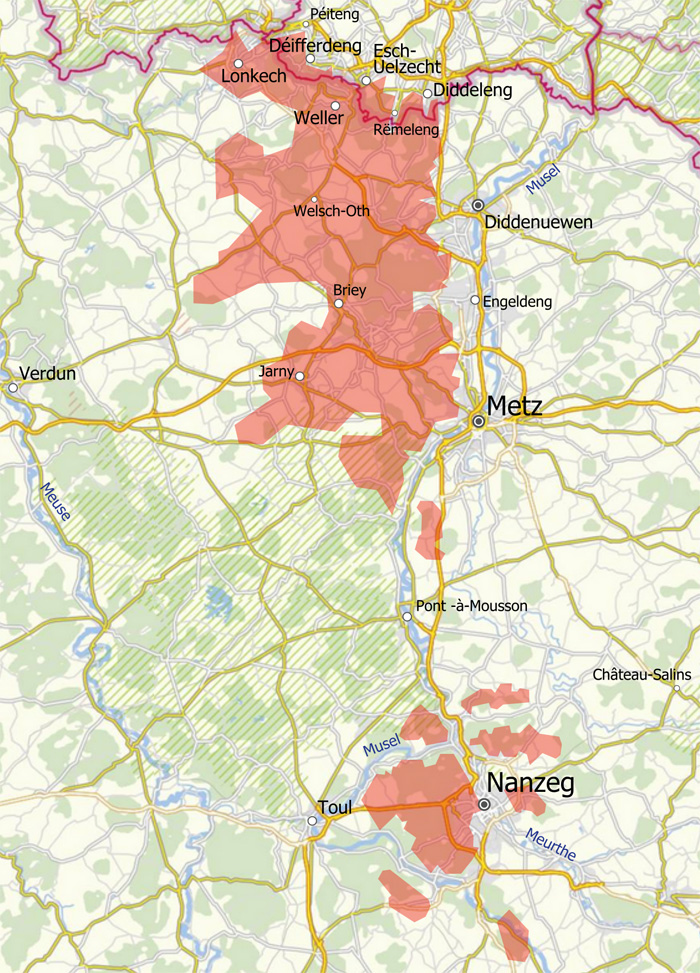
Карта Лотаринзького залізорудного басейну.

Першими рудами, що їх використовували у Люксембурзі для виплавки заліза з найдавніших часів до 19 століття були алювіальні залізні руди, поклади яких траплялися у гравію і суглінку окремими ділянками на поверхні мезозойських гірських порід на південь від Арден і Айфелю. Алювіальні поклади руд містять скупчення нодулярної і пізолітичної форми руд у вигляді гідроксидів заліза — лімоніти. Поклади руд, утворення відносять до третинного періоду, були нанесені потоками, що свого часу текли з заходу-півдня-заходу на схід-північ-схід через південну і центральну частини сучасного Великого Герцогства з височин, утворених гірськими породами юркського періоду північної частини Лотарингії. Такі поклади мали місце на території сучасного Люксембургу й на захід від нього — на території теперішньої бельгійської провінції Люксембург та на схід від нього — колишньому прусському Люксембурзі.
На півдні Люксембургу руда була багатшою за руду, що траплялася далі на північ. Так, навколо Петанжу і Ла-Соважу (комуна Диферданж), тобто біля кордону з Лотарингією руда містила 40 — 50 % заліза, а в районі Мершу, розташованого на північ від міста Люксембург, вона містила ледь 30 % заліза. Метал, виготовлений з підвенної руди виходив міцнішим за метал, виготовлений з північної руди. Руда залягала біля поверхні, що робило її легкодоступною, серед позитивних якостей були низький вміст фосфору і сірки.

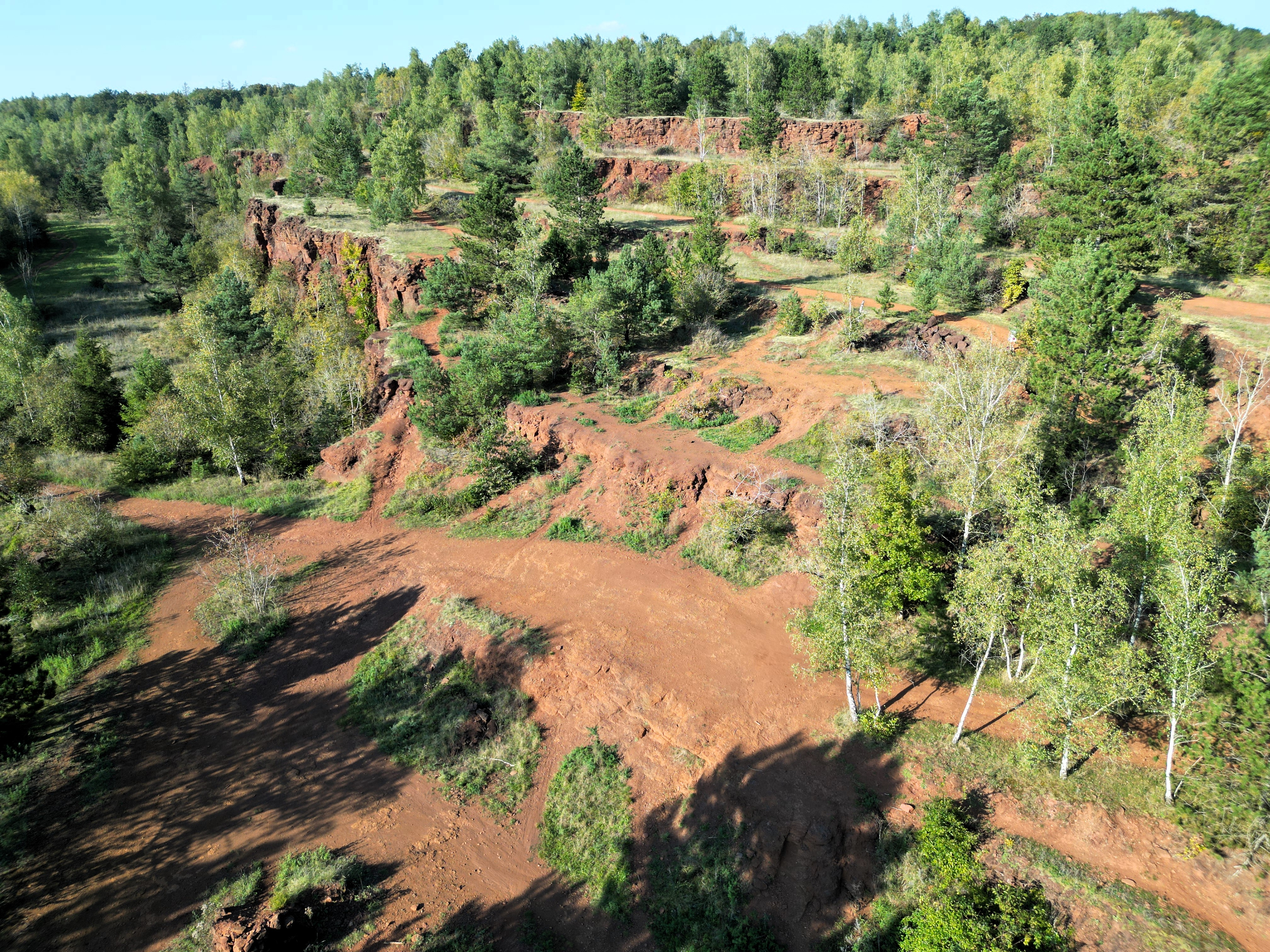
Колишній залізорудний кар'єр біля міста Еш-сюр-Альзет.

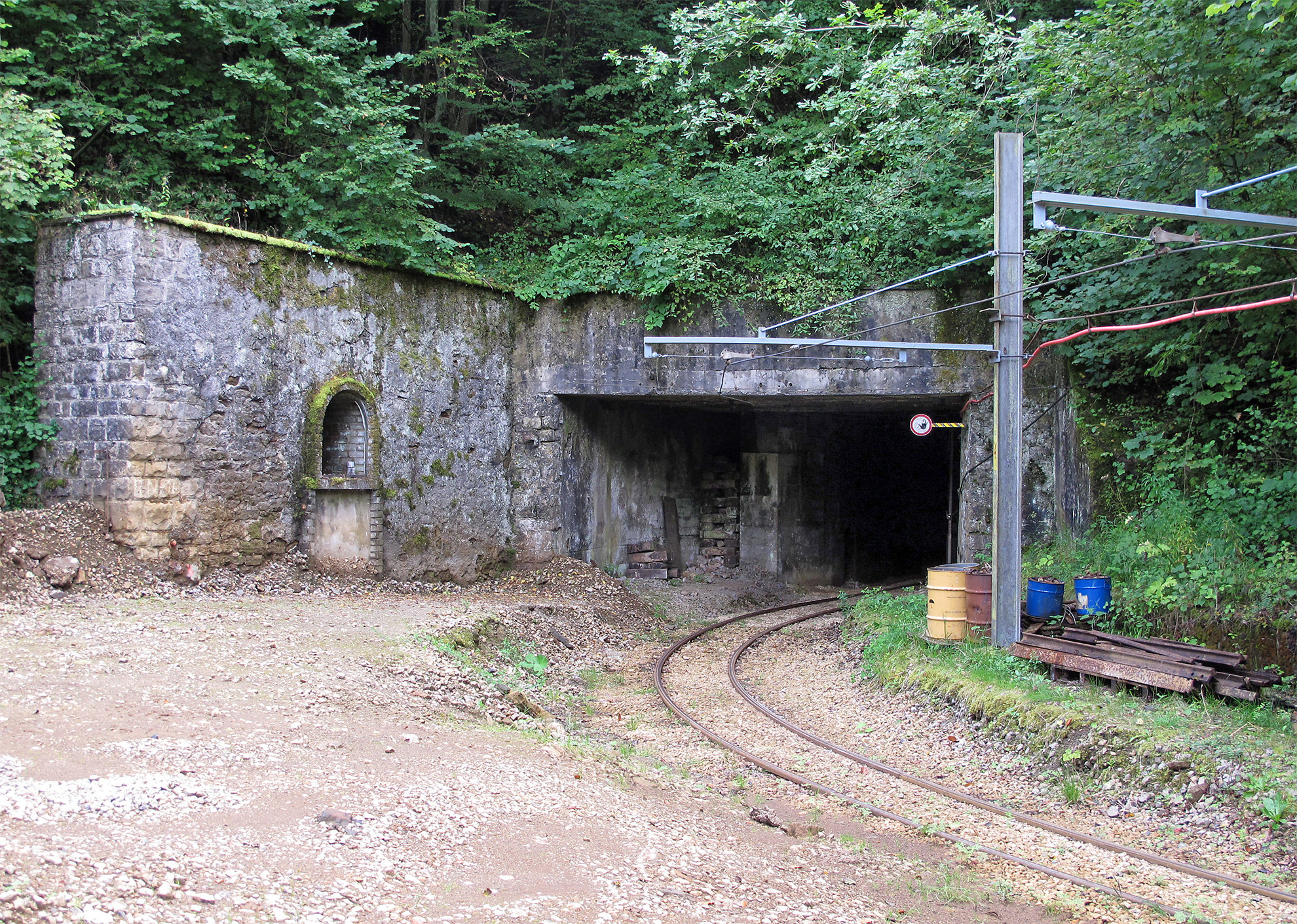
Шахта «Дуель» біля міста Роданж, залізна руда з якої постачалася за допомоги канатної дороги на металургійний завод Рожанж.

Експлуатація покладів Лотаринзького басейну розпочалася у 1840-х роках. Розвиток чорної металургії у Люксембурзі став можливим завдяки великим покладам залізної руди як в межах самої країни — на її півдні, так і у прикордонних територіях Франції. В межах Люксембургу пролягала частина Лотаринзького залізорудного басейну. Залізні руди були представлені різновидом оолітових бурих залізняків, відомих під назвою мінета. В Люксембурзі видобуток залізної руди відбувався як у шахтах, так і відкритим способом у кар'єрах.
Також Люксембург протягом десятиліть посідав 1-е місце за об'ємами видобутку залізної руди на душу населення.
З 1957 по 1976 роки видобуток залізної руди впав на 50 % внаслідок зростання ціни і заміни її якіснішою імпортною (місцева руда містила лише 28 % заліза). У 1971 році експорт руди припинився. Залізна руда, що була основним мінеральним багатством країни, була сконцентрована на південному заході країни — між містами Роданж і Дюделанж. Через виснаження покладів видобуток руди впав з 2,08 млн т у 1976 році до 429 тис. т у 1981 році, коли було закрито останню шахту.
Залізна руда мала кислу і осно́вну породу, що дозволяло змішувати її і одержувати самоплавкий шлак при переплавці у доменних печах, без використання вапняку. На заводах використовувалася також залізна руда з французького родовища Бріє, найкращої частини Лотаринзького родовища. Вона багатьша за вмістом заліза і додавалася до місцевої. Близькість до вугільних басейнів Бельгії і Німеччини у Вестфалії.
В межах Люксембургу поклади залізної руди були розділені на 2 окремих родовища. Західне родовище називалося Дифферданським, його порода містила в переважно кремнезем і 28 — 41 % заліза. Інше родовище називалося Румеланзьким родовищем, його пуста порода складалася тільки з вапняку, руда містила 17 — 27 % заліза. Руди з обох родовищ містили до 1 % фосфору.

## Підприємства чорної металургії
У 1960 році в Люксембурзі було 7 металургійних заводів з 27 доменними печами. Центр металургійного району — Еш-сюр-Альзет з 30-тисячним населенням. Це було друге за розмірами місто країни. Навколо нього групуються міста Дюделанж, Дифферданж, Петанж, Бельваль, Роданж і численні копальницькі і заводські селеща.
До 2012 року в Люксембурзі працювало 7 металургійних заводів. Історія кожного з них налічує понад 100 рокіів. Доменного виробництва на заводах немає, сталеплавильні цехи працюють на довізному металобрухті, що переплавляється у електросталеплавильних печах. Сталь розливається на установках безперервного розливу сталі. Основна продукція металургійних заводів — сортовий прокат і заготовка, значно в меншій мірі — листовий прокат.
Історія кожного з нині існуючих металургійних заводів Люксембургу налічує понад 100 років.

### Працюючі заводи
Brasseurs Schmelz, Dummeldenger Schmelz

#### Металургійний завод у Роданж
49°33′10.0″ пн. ш. 5°50′28.7″ сх. д. / 49.552778° пн. ш. 5.841306° сх. д.

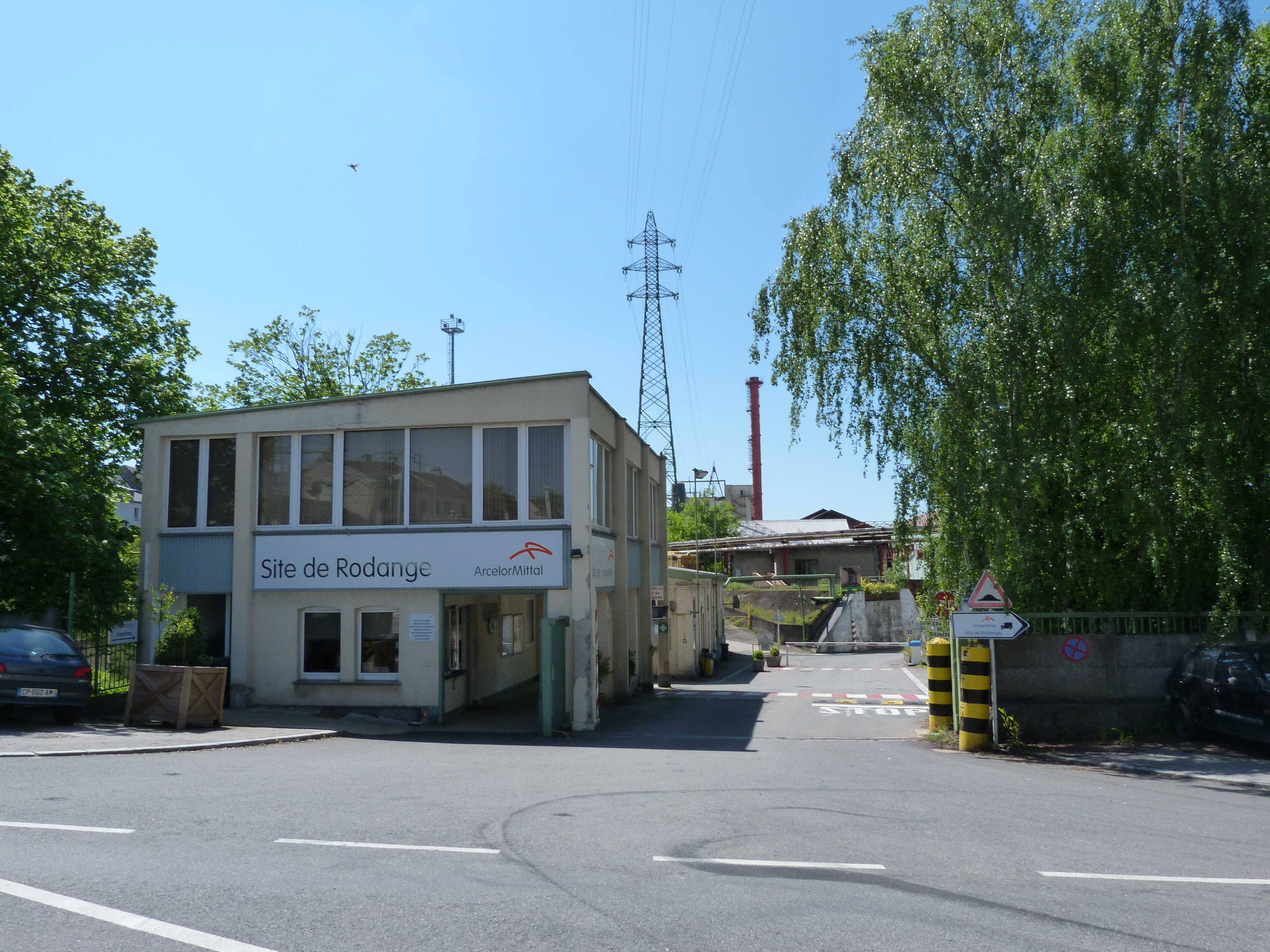
Прохідна заводу Роданж.

Металургійний завод у Роданж (люксемб. Rodanger Schmelz) заснований у 1872 році Товариством доменних печей Роданжу (фр. S.A. Hauts-Fourneaux de Rodange). Завод виробляв лише чавун до 1907 року, коли на ньому для виплавки сталі було побудовано томасівський цех. З 1905 по 1935 роки був відділком бельгійської компанії «Угре-Мар'є». Протягом 20 століття належав різним компаніям з Бельгії і Люксембургу. У 1994 році об'єднаний з заводом у місті Шиффланж. З 2020 року є частиною компанії «ArcelorMittal Rodange & Schifflange S.A.», якій належать сталеплавильний завод у Еш-Шиффланж і 2 прокатні стани у Роданж.
| Рік                         | 2007 | 2008 | 2009 |
| --------------------------- | ---- | ---- | ---- |
| сортопрокатний стан, тис. т | 180  | 234  | 109  |
| заготовочний стан, тис. т   | 481  | 520  | 368  |
| Загалом, тис. т             | 671  | 754  | 477  |

#### Металургійний завод Дифферданж
49°31′54.4″ пн. ш. 5°53′38.7″ сх. д. / 49.531778° пн. ш. 5.894083° сх. д.

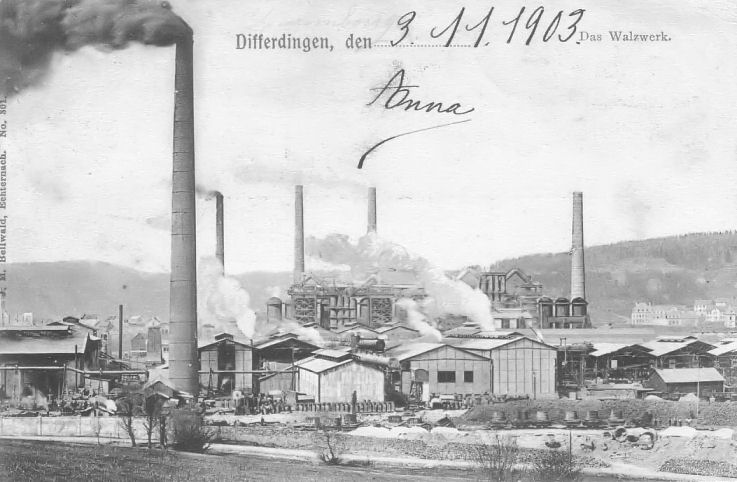
Металургійний завод Дифферданж. Приблизно 1903 рік.

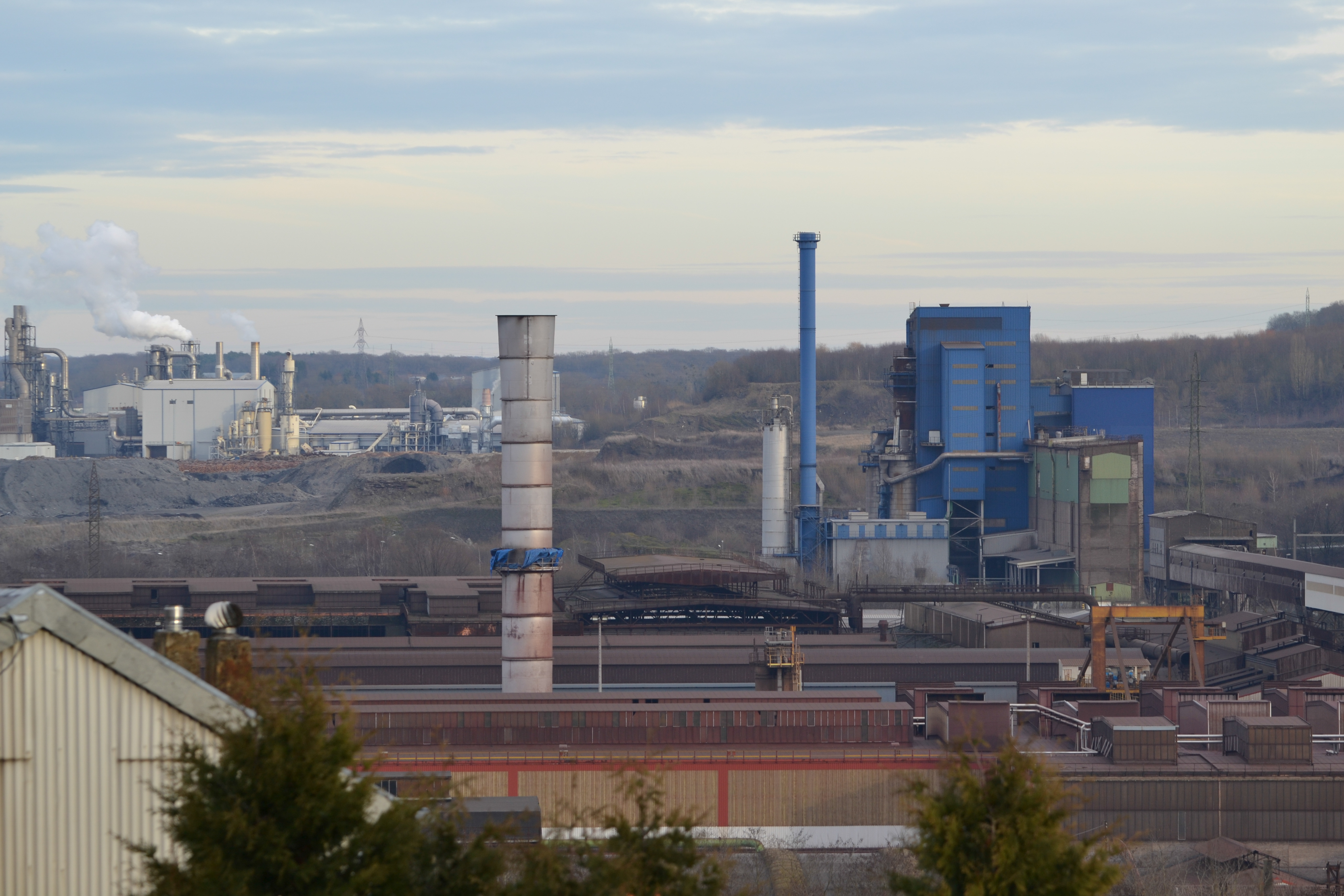
Завод у Дифферданж. 2008 рік.

Металургійний завод у місті Дифферданж (люксемб. Déifferdenger Schmelz) заснований Товариством доменних печей Дифферданжа (фр. Société anonyme des hauts-fourneaux de Differdange) у 1896 році. Спочатку на ньому було побудовано дві доменних печі, потім сталеплавильний та прокатний цехи. З часом було додано ще 8 доменних печей. До Першої світової війни металургійний завод значною мірою належав компанії «Дойч-Люксембургіше бергверкс-унд-Хюттен-АГ» (нім. Deutsch-Luxemburgische Bergwerks- und Hütten-AG). Під час Першої світової війни завод довгий час не працював, але з 1916 року вже працював для потреб німецької армії, через що став ціллю для французької авіації, але під час бомбардувань віабомби не влучили і завод не був пошкоджений. Після війни конфіскований французами і переданий щойно створеній франко-бельгійсько-люксембурзькій компанії «Адір». У 1967 році власником заводу стала компанія «Арбед». Доменне виробництво на заводі припинено 1979 року.
На заводі збереглася газова повітродувка, зупинена у 1979 році разом з останньою доменною піччю. У 2008 році внесений до списку класифікованих пам'яток та класифікований як національний пам'ятник. Виробництва німецької компанії «Ehrhardt & Sehmer» з міста Саарбрюкен. У 2008 році газову повітродувку (люксемб. Gasmaschinn Nr.11 Déifferdeng) занесено до списку національних пам'яток Люксембургу. Це одна з 14 повітродувок, що колись працювали на заводі.
Завод Дифферданж належить компанії «АрселорМіттал Європа — сортовий прокат», підрозділу компанії «АрселорМіттал», підприємства якого, що виробляють сортовий прокат, розташовані у десяти країнах Європи та Північної Африки. Завод спеціалізується на виробництві сортового прокату, який експортується у різні країни, зокрема, у США і Німеччину.
Завод має 1 електродугову піч, 1 цех безперервної розливки сталі потужністю 1,35 млн т на рік, 1 прокатний цех потужністю 740 000 т на рік, що виробляє важкі балки та шпунтові палі. Завод займає площу 115 га. На заводі працює понад 800 співробітників.

#### Металургійний завод Еш-Бельваль
49°30′20.9″ пн. ш. 5°57′10.4″ сх. д. / 49.505806° пн. ш. 5.952889° сх. д.

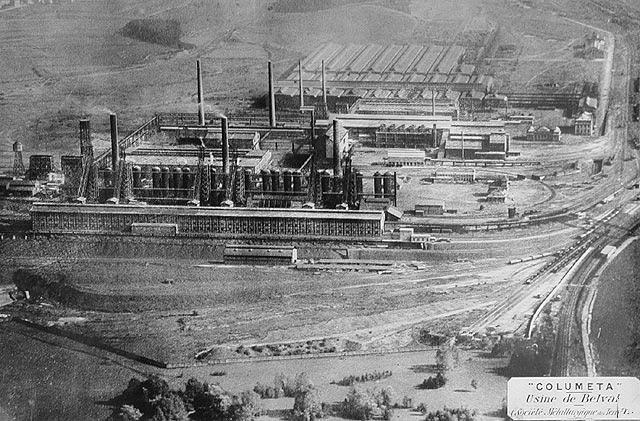
Завод «Бельваль» у 1920 році.

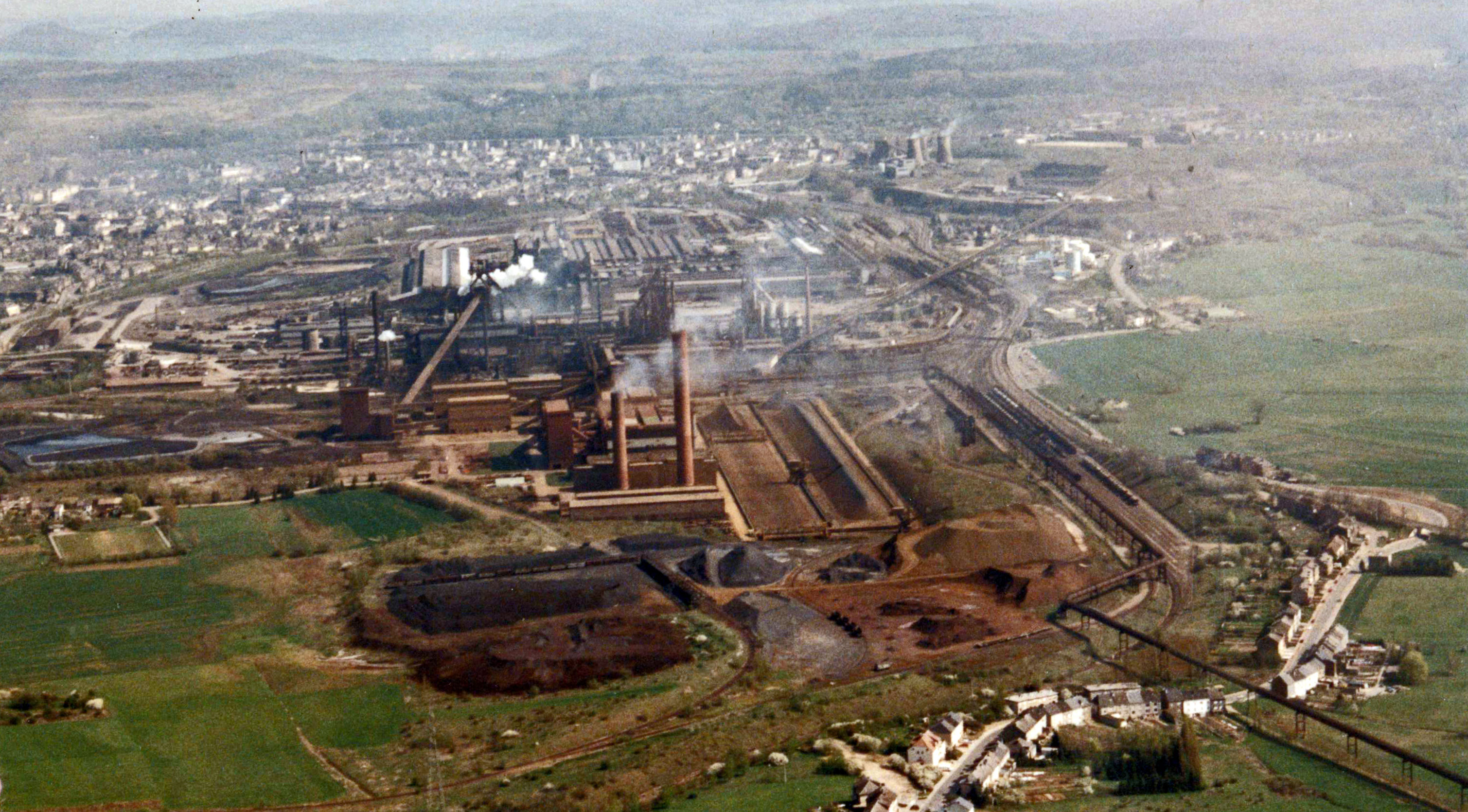
Завод «Бельваль» у 1991 році, коли він ще був заводом повного циклу.

Завод розташований на заході міста Еш-сюр-Альзет, безпосередньо біля люксембурзько-французького кордону. Це був завод, який найдовше з всіх заводів Люксембургу залишався заводом повного циклу, поки у 1997 році на заводі не було зупинено останню люксембурзьку доменну піч.
На заводі працює 1 електродугова піч, 1 цех безперервної розливки сталі продуктивністтю 1 млн т заготовок на рік, 2 прокатних стани, з яких один призначений для виробництва шпунтових паль і має потужність 600 тис. т паль на рік. Завод займає площу 110 га. На ньому працює 1000 робітників.
Завод побудований між 1909—1912 роками німецькою фірмою «Гельзенкірхенер Беркверкс-АГ» (нім. Gelsenkirchener Bergwerks-AG), яка в той час була на другому місці серед компаній Німеччини після компанії Круппа. На той момент це був один з найсучасніших заводів Європи. Мав назву «Адольф-Еміль-Хютте» за іменами німецьких промисловців Еміля і Адольфа Кірдорфа. На той момент це був 3 великий металургійний завод в районі міста Еш-сюр-Альзет, після «Метц» і Brasseurs Schmelz. Після Першої світової війни і виходу Люксембургу з митного союзу з Німеччиною німецький власник продав завод компанії «Арбед». У 1960-х — 1970-х роках 6 доменних печей було замінено 3 новими. У 1990-х роках на заводі припинено доменне виробництво, з основних цехів залишено лише сталеплпвильний і прокатний цехи.

### Заводи, закриті у 21 столітті

#### Металургійний завод Еш-Шиффланж
49°30′17.9″ пн. ш. 5°59′27.6″ сх. д. / 49.504972° пн. ш. 5.991000° сх. д.
Металургійний завод Еш-Шиффланж заснований у 1871 році під назвою «Метц» (люксемб. Metze Schmelz), він розташований на кордоні між містами Еш-сюр-Альзетт і Шиффланж. Разом з металургійним заводом Роданж він належить компанії «ArcelorMittal Rodange & Schifflange S.A.». Завод переплавляє металобрухт, виплавляє сталь і постачає блюми на завод у місті Роданж. У 1981 році на заводі введено до ладу установу лиття заготовок.
| Рік                       | 2007 | 2008 | 2009 |
| ------------------------- | ---- | ---- | ---- |
| Виробництво сталі, тис. т | 922  | 859  | 597  |

У 2012 році завод припинив роботу. У 2016 році було прийнято рішення про остаточне закриття заводу. Прийнятий план демонтажу заводу і будівництва на його місці нового міського району Альзетт.

#### Завод Дюделанж
49°28′24.8″ пн. ш. 6°04′50.4″ сх. д. / 49.473556° пн. ш. 6.080667° сх. д.

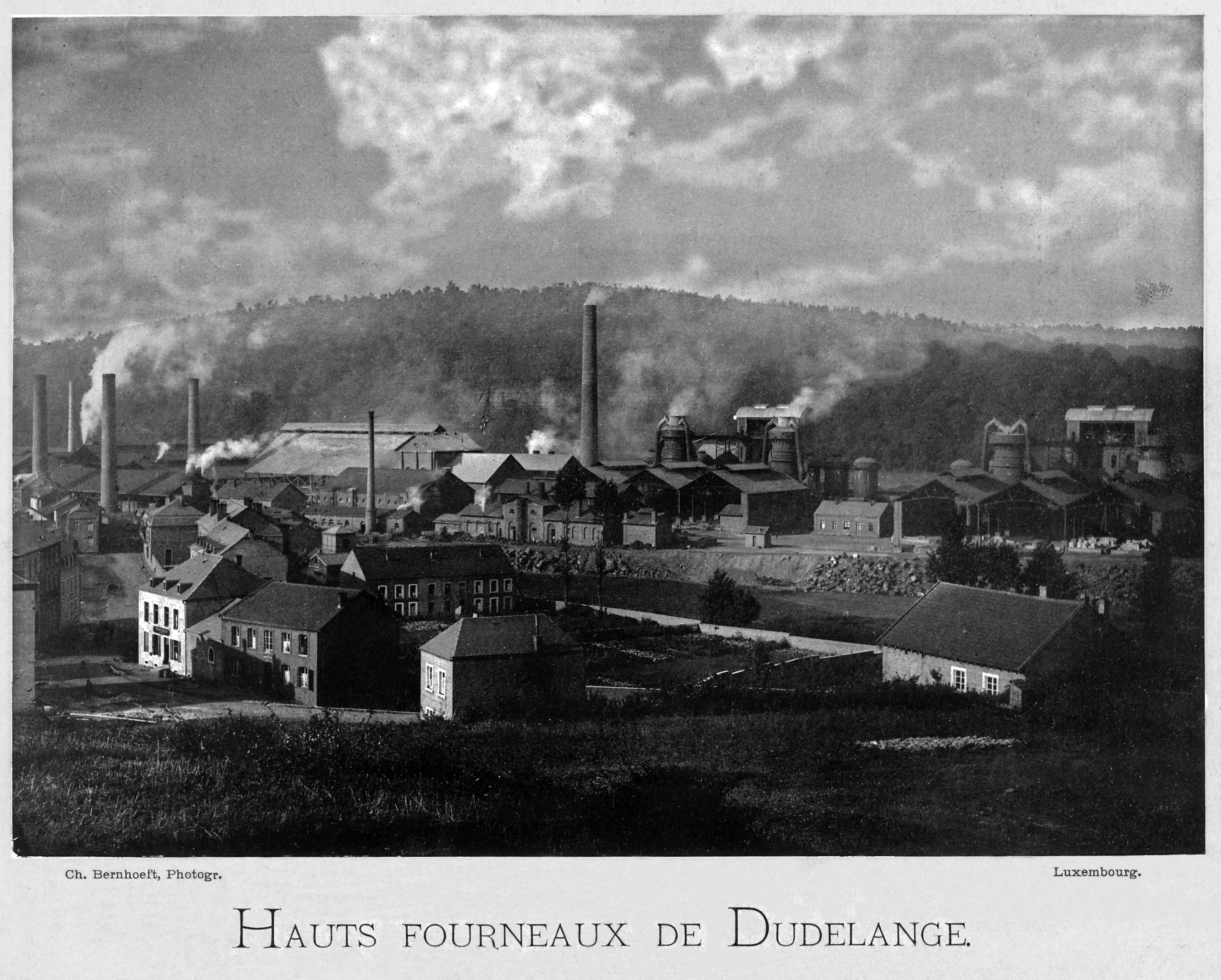
Завод Дюделанж у 1891 році.

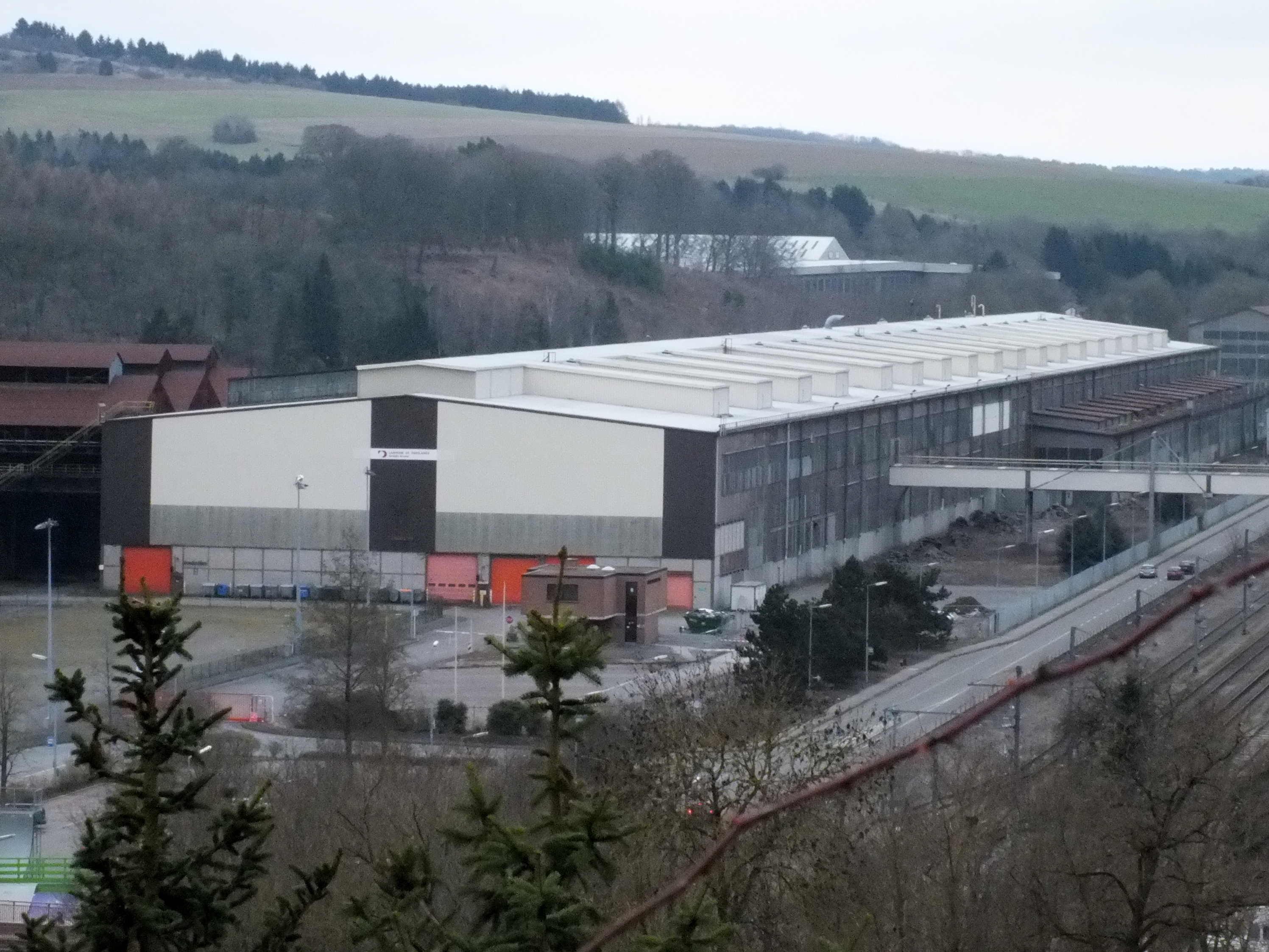
Залишки вальцівні заводу Дюделанж у 2013 році.

Завод Дюделанж (люксемб. Diddelenger Schmelz) був розташований у місті Дюделанж. Історія заводу бере свій початок з 1882 року, коли було створено Акціонерне товариство доменних печей і кузень Дюделанжу (фр. Société Anonyme des Hauts Fourneaux et Forges de Dudelange). 1884 року на заводі працювало 2 доменних печі. 1886 року став до ладу сталеплавильний цех, на якому для виплавки сталі використовувався томасівський процес. Працювали також вальцівні. Після відкриття томасівсього цеху завод Дюделанж став першим заводом повного циклу у Люксембурзі. 1896 року став до ладу міксер. З 1908 по 1928 роки на заводі працювали також й невелички мартенівські печі. 1911 року внаслідок об'єднання товариства, що володіло цим заводом, і ще 2 люксембурзьких товариств — Société des Forges d'Eich, Le Gallais, Metz et Cie і Société des Mines du Luxembourg et des Forges de Sarrebruck — було утворено компанію «Арбед», що протягом всього 20 століття була найпровіднішою металургійною компанією Люксембурга. У 1984 році зупинено і потім вивезено до Індії стан Стеккеля (гарячої прокатки) і замість нього введено в дію стан холодної прокатки. 1986 року зупинено останню на заводі доменну піч, яку згодом було демонтовано. 2005 року було припинено роботу прокатного цеху і завод закрито.

## Компанії чорної металургії
За багатовікову історію було багато компаній. Найбільша компанія у 19 столітті — компанія «Метц». Вона першою розпочала використання мінети, побудувала першу коксову доменну піч у Домельданж, побудувала перший сталеплавильний цех у Дифферданж, побудувала першу сучасну для свого часу доменну піч у Еш-сюр-Альзет, у 1846 році вся металургія Люксембургу окрім заводів у Кольмар-Берзі і Шайнфорті перебувала в руках компанії. У 1911 році Метц заснував компанію «Арбед», що протягом майже всього 20 століття була провідною компанією Люксембургу, і певний час була єдиною металургійною компанією.
У 20 столітті всю без винятку чорну металургію Люксембургу охоплювали три компанії — «Арбед», «Адір» і «Роданж» «Міньєр е металлюржік де Роданж» «Арбед» — найбільша з них — входить у сферу контролю французького гарматного короля Шнейдера і великих бельгійських банків. «Адір» контролювалася французьким концерном «Марин-Омекур», а «Роданж» — бельгійським концерном «Угре-Мар'є». У 1960 роках металургійні компанії Люксембургу різними шляхами були пов'язані з монополіями сталеливарної промисловості Франції і Бельгії.

### «Арбед»

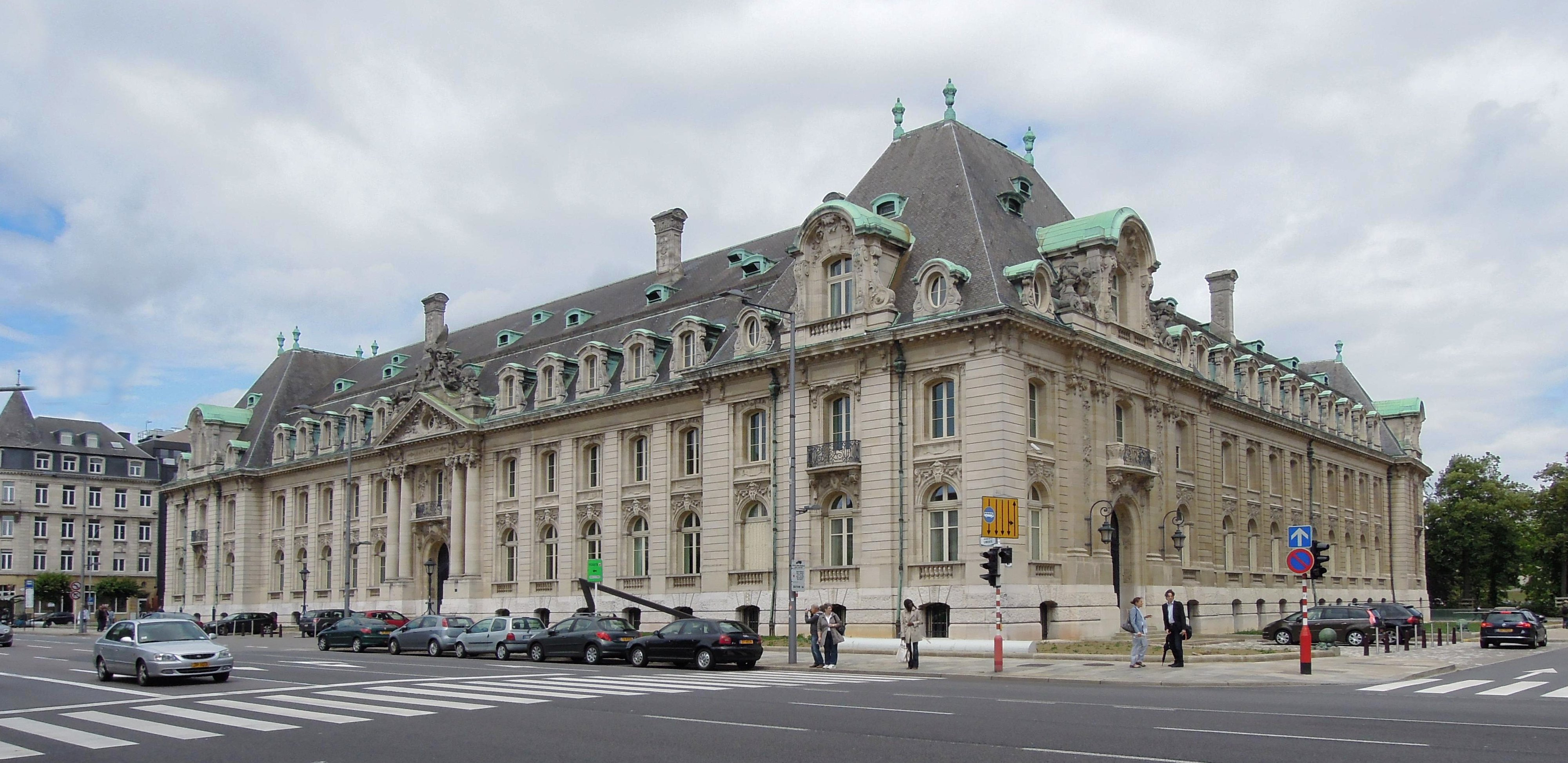
Будинок компанії «Арбед» — одна з найвідоміших будівель країни. Архітектори Р. Тері і С. Вайс. 1922. Люксембург. В будинку з 2002 року містилася штаб-квартира «Арселор» і з 2006 року міститься штабквартира найбільшої металургійної компанії світу «АрселорМіттал».

Компанія «Арбед» (повна назва — фр. Aciéries Réunies de Burbach Eich Dudelange — «Об'єднані металургійні заводи Бурбах-Ейх-Дюделанж») була заснована у 1911 році в результаті об'єднання 3 компаній, найстаріші з яких виплавляли чавун з 1847 року і сталь з 1882 року. Протягом 20 століття «Арбед» була найголовнішою металургійною компанією Люксембургу і у другій половині 20 століття була однією з найбільших монополій Західної Європи. «Арбед» після придбання у 1967 році компанії «Адір» володіла 90 % металургійних потужностей країни. На початку 2000-х років був єдиною компанією чорної металургії Люксембургу. У 2002 році «Арбед» об'єдналася з «Арселья» та «Юзінор», утворивши найбільший конгломерат чорної металургії у світі — «Арселор», яка в свою чергу у 2006 році об'єдналася з гігантською компанією «Міттал Стіл» з утворенням «АрселорМіттал».
За приналежністтю капіталу й розміщенням виробництв являла собою міжнародний концерн. З 1984 року контрольний пакет акцій компанії (30,8 % на 1985 рік) належав державі. Металургійні заводи компанії були розташовані у Люксембурзі (давали близько 36 % всієї виплавки сталі компанії у 1984 році), Західній Німеччині, Бельгії, Бразилії. У 1984 році виплавила 10,99 млн т сталі. Володіла гірничовидобувними компаніямі у кількох країнах. Концерн володів 50 підприємствами, з яких лише 9 — у Люксембурзі.

### «Адір»
Товариство доменних печей і сталеплавильних заводів Дифферданжа, Санкт-Інбергта і Рюмеланжа (фр. Hauts-Fourneaux et Aciéries de Differdange, St. Ingbert, Rumelange), або скорочено «Адір» (фр. Hadir), було засновано після Першої світової війни, 5 лютого 1920 року. Товариство стало власником заводів у Люксембурзі і Саарі, що до війни належали колишній німецькій компанії «Дойч-Люксембургіше бергверкс-унд-Хюттен-АГ» і були втрачені нею після війни. Штаб-квартира компанії «Адір» розташовувалася у місті Дифферданж, місцевий металургійний завод був її головним підприємством. 1967 року компанія «Адір» була приєднана до компанії «Арбед».

### ARES
Була утворена у 1994 році внаслідок об'єднання двох заводів — у місті Роданж і Еш-Шиффланж.

### «Арселор»
Компанія «Арселор» була створена в 2001 році шляхом злиття іспанської Aceralia, французької Usinor і люксембурзької Arbed. Штаб-квартира була розташована у місті Люксембург. У 2006 році, злившись з Mittal Steel, утворила компанію ArcelorMittal — найбільшу металургійну компанію світу. Штаб-квартира компанії розташована у місті Люксембург, у будинку «Арселор».

### «АрселорМіттал»
Компанія «АрселорМіттал» є найбільшою металургійною компанією світу, на кінець 2008 року контролювала 10 % світового ринку сталі. Зареєстрована у Люксембурзі, має представництва в 60 країнах світу. Утворена у 2006 році внаслідок злиття компанії «Арселор» і індійської «Mittal Steel», яка належала індійському бізнесменові Лакшмі Мітталу. У 2019 році компанією було вироблено 97,1 млн т сталі, що становило 5,2 % від світового виробництва.

### «АрселорМіттал Люксембург»

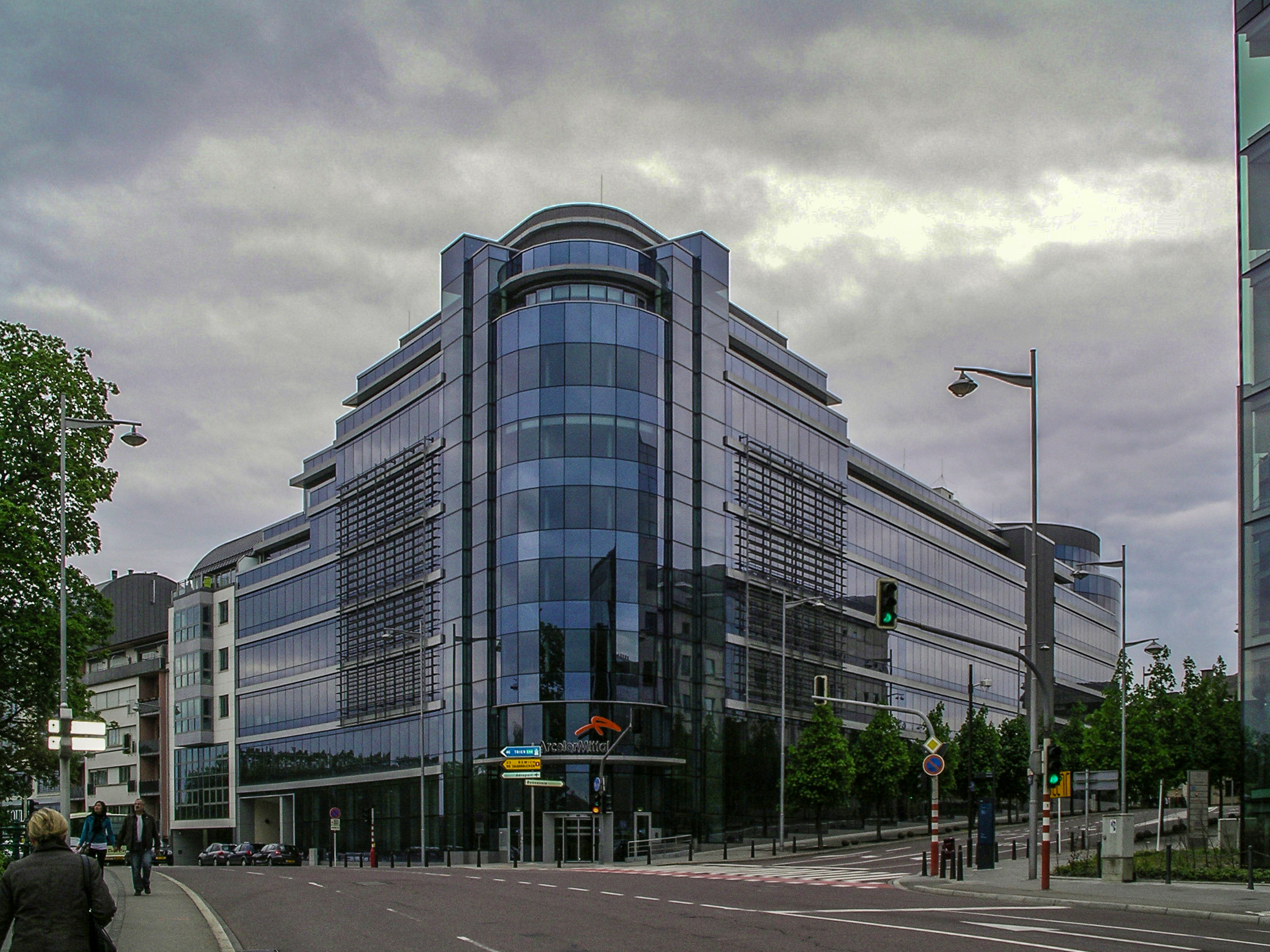
Штаб-квартира «АрселорМіттал Люксембург» (Люксембург).

Компанія «АрселорМіттал Люксембург» є частиною «АрселорМіттал», вона об'єднує в собі всі металургійні підприємства Люксембургу і складається з двох компаній — «Арселор Міттал Бельваль і Дифферданж» (заводи Еш-Бельваль і Дифферданж) та «АрселорМіттал Роданж і Шиффланж» (заводи Роданж і Еш-Шиффланж), а також ремонтно-механічний завод у Домельданж і прокатний завод у Біссен. Вона є наступнецею люксембурзької компанії «Арбед», яка наприкінці 20 століття була єдиною металургійною компанією країни. Компанія виробляє шпунтові палі, балки, рейки, дріт (катанку) тощо. Продукція компанії експортується, зокрема у США, Німеччину та інші країни Західної Європи. Компанії належать всі металургійні заводи Люксембургу.

## Об'єкти металургійних заводів, що перетворені на пам'ятки історії
Численні об'єкти металургії збережені мають статус національних пам'яток. Дві доменних печі заводу було збережено як пам'ятки промисловості, ще одну доменну піч було демонтовано і перевезено до Китаю. Окрім доменних печей збережено ще деякі споруди колишнього доменного цеху — повітронагрівачі, стояни і фрагмент металоконструкцій рудного двору й бункерної естакади тощо. Навколо них збудовано університетське містечко і науковий центр.
Газова повітродувка, 2 доменних печі металургійного заводу Бельваль, водонапірна башта колишнього заводу Еш-Шиффланж. Колишні копальні також серед пам'яток історії.

Подпись
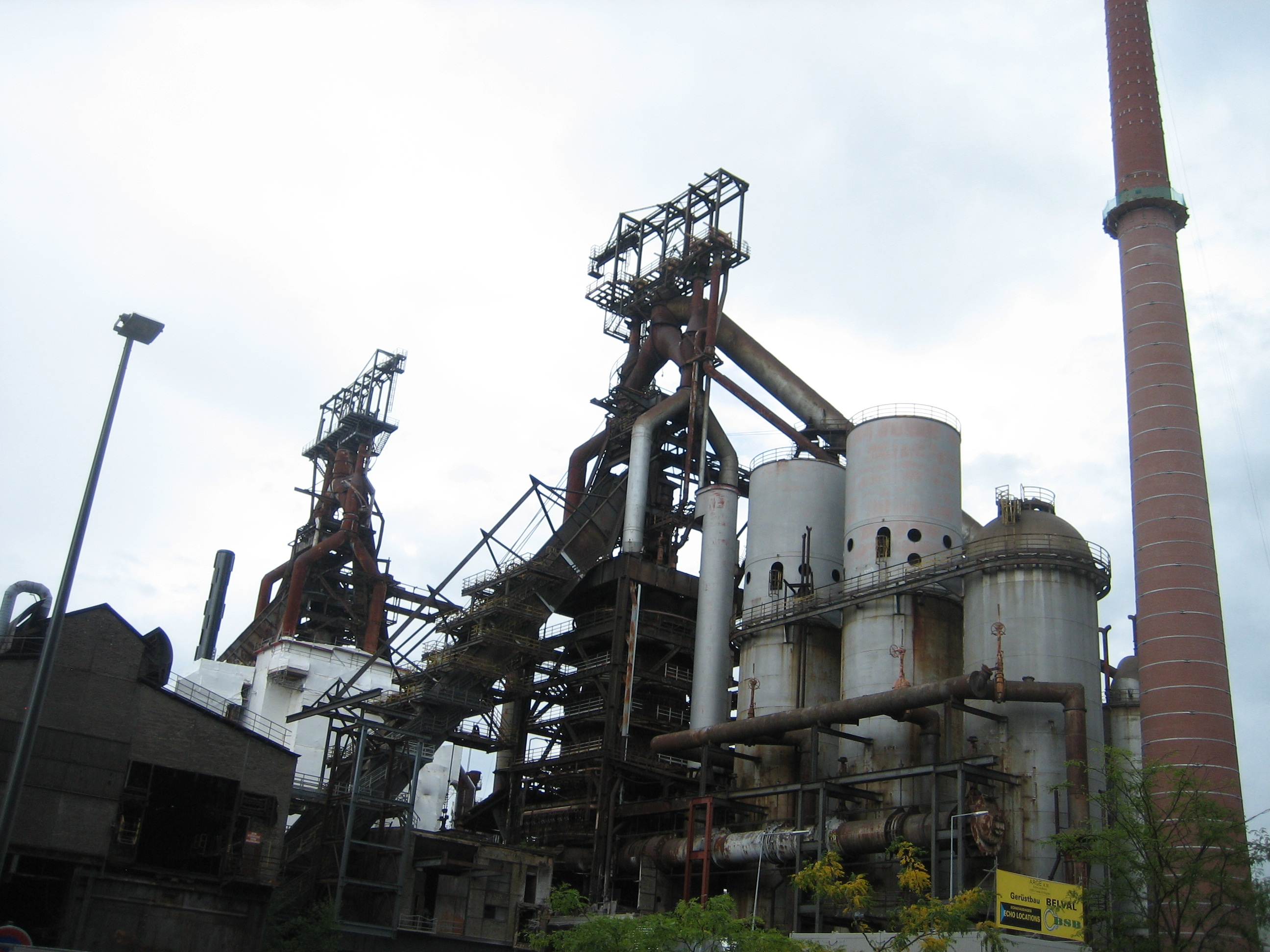
Доменні печі заводу Бельваль.
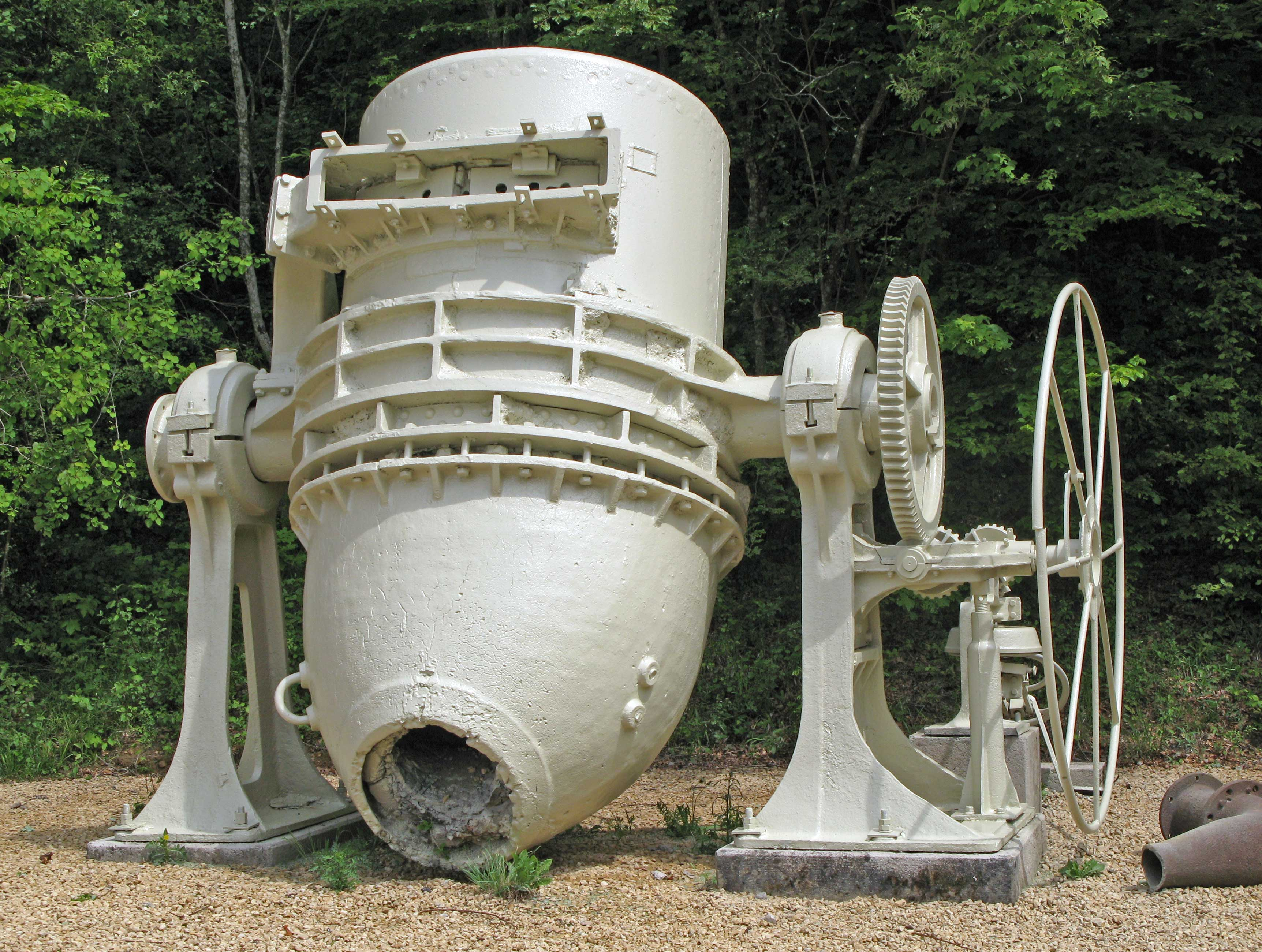
Томасівський конвертер.
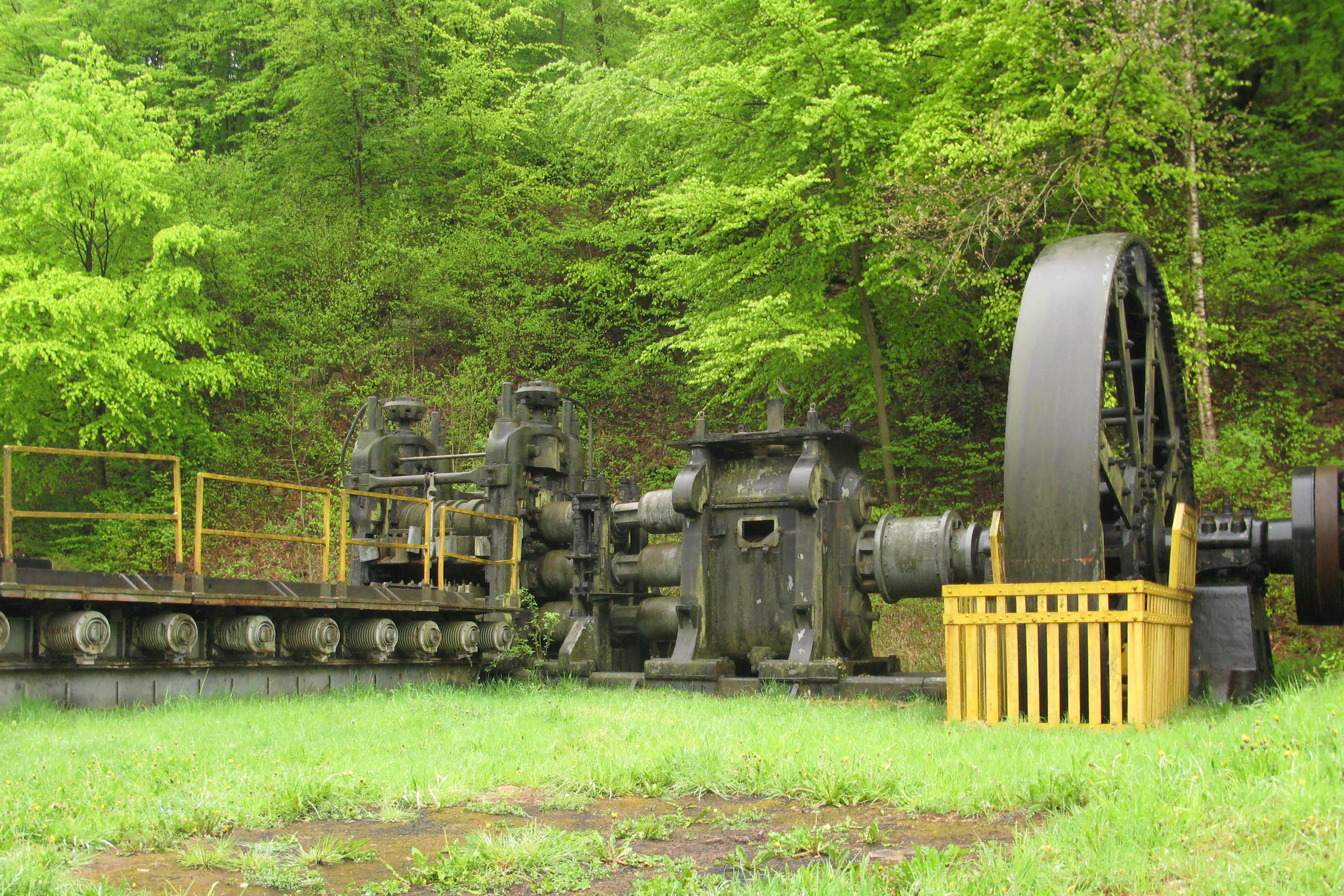
Кліть прокатного стану.
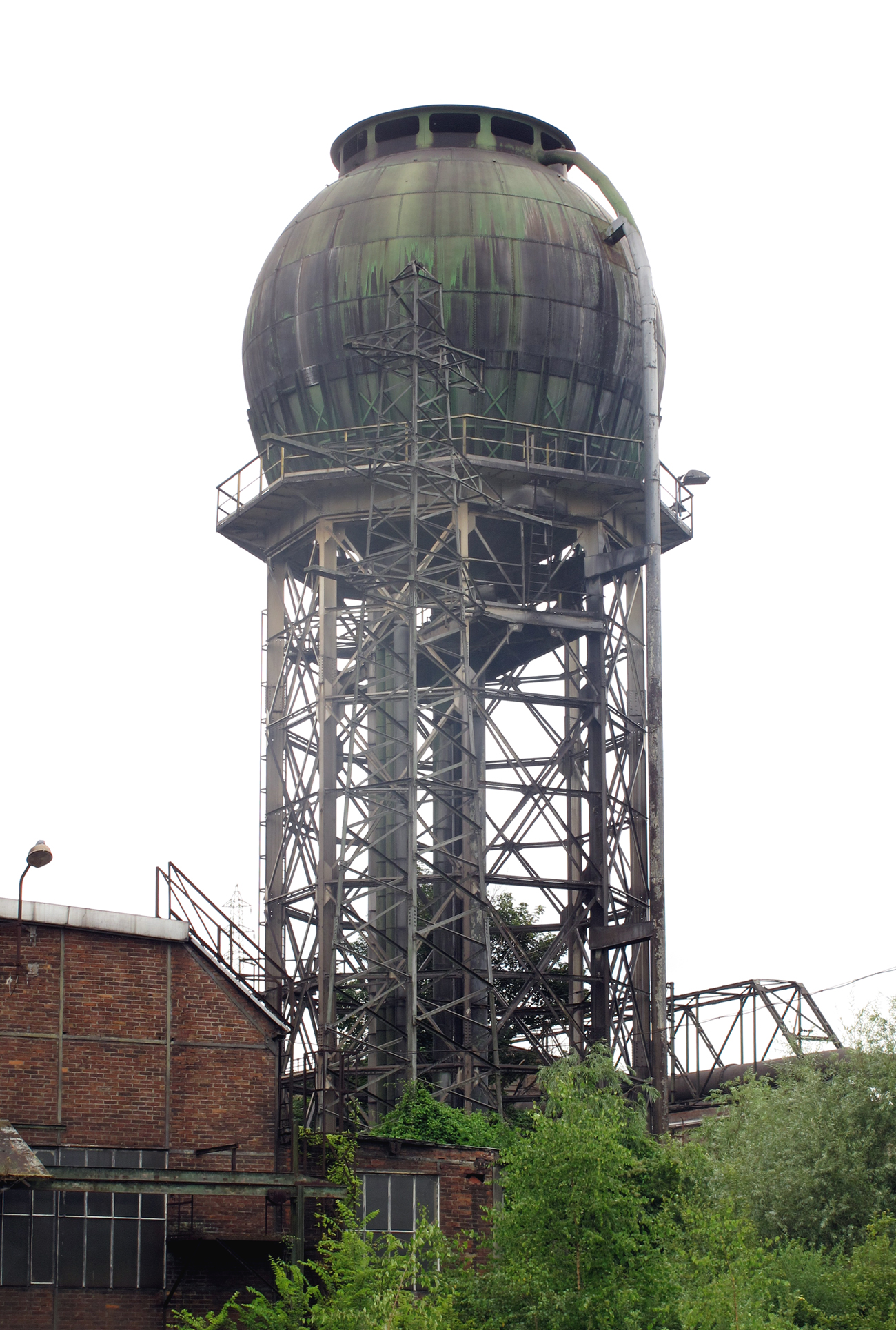
Водонапірна башта колишнього металургійного заводу Еш-Шиффланж.
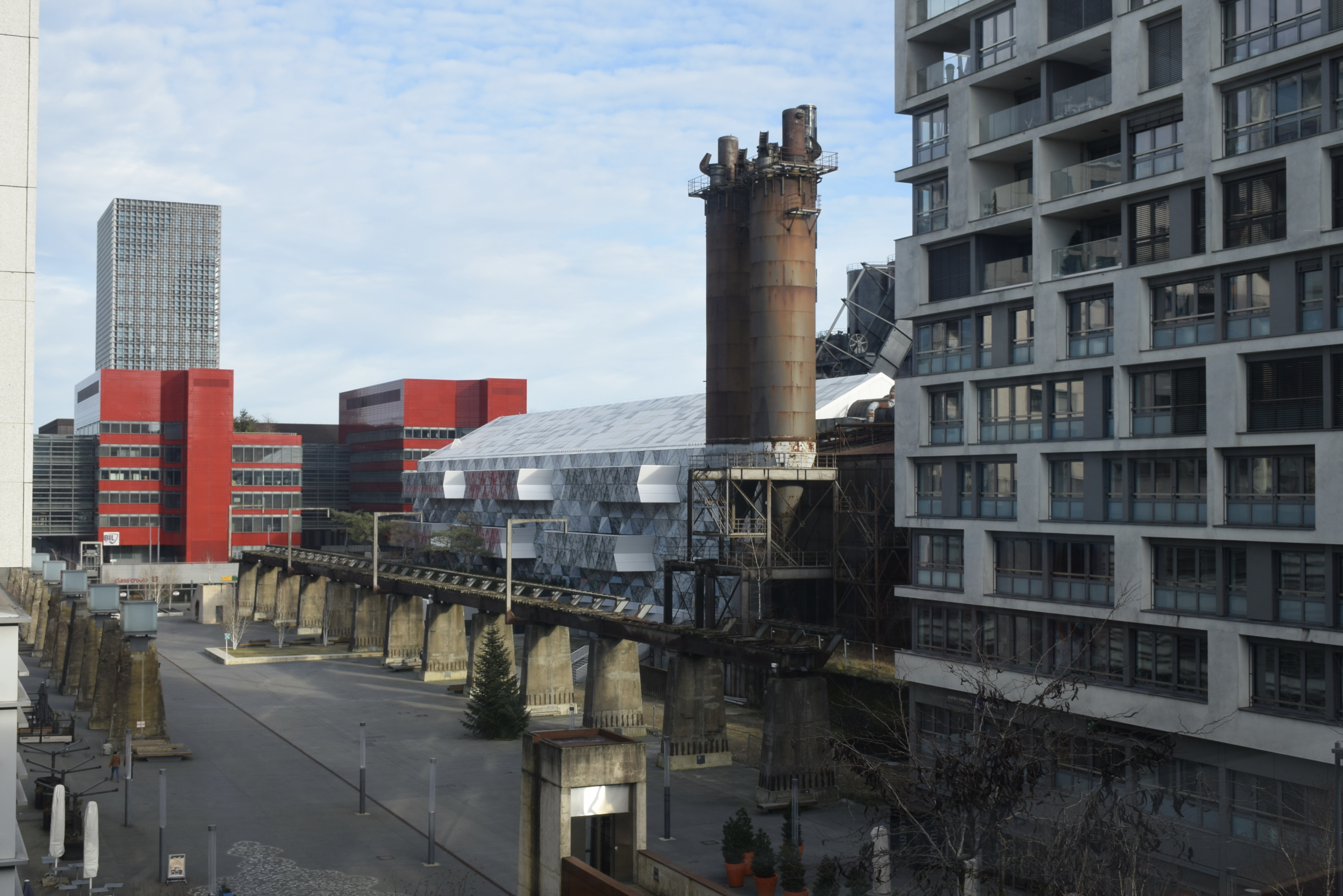
Залишки рудного двору і бункерної естакади колишнього доменного цеху металургійного заводу у Еш-сюр-Альзет.

Handwierkergaass Terres Rouges Keeseminnen Terres Rouges

## Виноски
1. 1 2 3 4 5 6 7 8 9 10 11 12  The steel industry and Luxembourg. The sector that made Luxembourg its fortune. luxembourg.public.lu. Останнє оновлення 30.03.2020. Процитовано 29 листопада 2020. (англ.) (фр.) (нім.)
2. 1 2 3 4 5 6 7 8 9 10 11 12 13 14 15 16 17 18 19 20 21 22 23 24  Edwards, K. C. Historical Geography of the Luxembourg Iron & Steel Industry: rpesidential Address. Transactions and Papers (Institute of British Geographers), no. 29, 1961, pp. 1–16. (англ.)
3. 1 2 3  Guy Thewes. About... the History of Luxembourg / Information and rpess Service of the Luxembourg Government. — Luxembourg : Imrpimerie Exe, 2019. — P. 20. — ISBN 978-2-87999-279-2. Архівовано з джерела 26 грудня 2020 [Архівовано 2020-12-26 у Wayback Machine.] (англ.)
4. 1 2 3  Люксембург. // Українська радянська енциклопедія : у 12 т. / гол. ред. М. П. Бажан ; редкол.: О. К. Антонов та ін. — 2-ге вид. — К. : Головна редакція УРЕ, 1974–1985.. — 1981.
5. 1 2 3 4  Steel Statistical Yearbook 2020 concise version (PDF). www.worldsteel.org. World Steel Association. November 2020. Архів оригіналу (PDF) за 28 січня 2021. Процитовано 29 листопада 2020. (англ.)
6. 1 2 3 4  Alfred H. Brooks, Morris La Croix. Luxembourg. // Bulletin 703. Iron and associated industries of Lorraine, the Sarre district, Luxemburg, and Belgium. Washington, Govenment rpinting office. 1920. Pages 59 — 60. (англ.)
7. 1 2 3  Luxemburgs Bergbau und Eisenindustrie im Jahre 1935. // Stahl und Eisen. 9 juli 1936, № 28. P. 803—804. (нім.)
8. 1 2 3 4  Luxembourg. // Worldmark Encyclopedia of the Nations. Europe[недоступне посилання]. Timothy L. Gall, Editor in Chief. 7 Edition. Volume 5. 2004. P. 329, 330. ISBN 0-7876-7335-8 (англ.)
9. ↑  Люксембург. // Большая советская энциклопедия : в 30 т. / главн. ред. А. М. Прохоров. — 3-е изд. — М. : «Советская энциклопедия», 1969—1978. (рос.). — Т. 15. — 1974.
10. 1 2 3 4 5 6 7 8 9 10 11 12 13 14 15 16 17 18  Belgium and Luxembourg, 1914—1918. // P. Liberman. Does Conquest Pay?: The Exploitation of Occupied Industrial Societies. rpinceton University rpess, 1996. P. 76. ISBN 0-691-02986-5 (англ.)
11. 1 2  Luxembourg. // Worldmark Encyclopedia of the Nations: Europe. Worldmark rpess: distributed in the U.S.A. and Canada by Wiley, 1976. P. 180. (англ.)
12. ↑  Люксембург. // Земля и люди. Географический календарь на 1961 год. — М.: Географгиз. — 1961. — С. 98. (рос.)
13. 1 2 3 4 5  rpesentation ArcelorMittal Rodange  & Schifflange S.A. www.ares.lu. ArcelorMittal Rodange & Schifflange. Процитовано 29 листопада 2020. (англ.)
14. 1 2  Differdange. luxembourg.arcelormittal.com. ArcelorMittal. Процитовано 29 листопада 2020. (англ.)
15. ↑  Belval. Esch-Belval rpoduction site. luxembourg.arcelormittal.com. ArcelorMittal. Процитовано 29 листопада 2020. (англ.)
16. ↑  Christophe Knebeler, Denis Scuto: Belval: Passé, rpésent et venir d'un site luxembourgeois exceptionnel (1911—2011). Esch-sur-Alzette: Éditions Le Phare, 2010. ISBN 978-2-87964-120-1, S. 46-70. (фр.)
17. 1 2  Diddelenger Schmelz. Usine de Dudelange - ARBED. Hüttenwerk Düdelingen. www.industrie.lu. 2020. Процитовано 29 листопада 2020. (фр.)
18. 1 2  Крупнейшие промышленные и торговые монополии: Экономико-статистический справочник \\ Под редакцией Покровского А. Н. — Москва: Мысль, 1986 — с.302. (рос.)
19. ↑  Внешняя торговля. № 1, 1972. — 52. (рос.)
20. ↑  Steel in Luxembourg. // Green Industrial Restructuring: International Case Studies and Theoretical Interrpetations. Srpinger Science & Business Media. 2001. Page 279. (англ.)
21. ↑  Top steelmakers in 2019 (PDF). World Steel Association. 2020. Архів оригіналу (PDF) за 5 лютого 2021. Процитовано 31 січня 2021. (англ.)
22. ↑  Our rpoducts. ArcelorMittal Luxembourg. 2020. (англ.)